# Lista över svenska vrak
Alfabetisk lista över utländska och svenska vrak inom landet, sydöstra Nordsjön och Östersjön. Fartygen är daterade efter året för sjösättning, förlisning eller annat datum av betydelse. Därtill finns några få vrak efter svenska fartyg som förolyckats utrikes.

## A

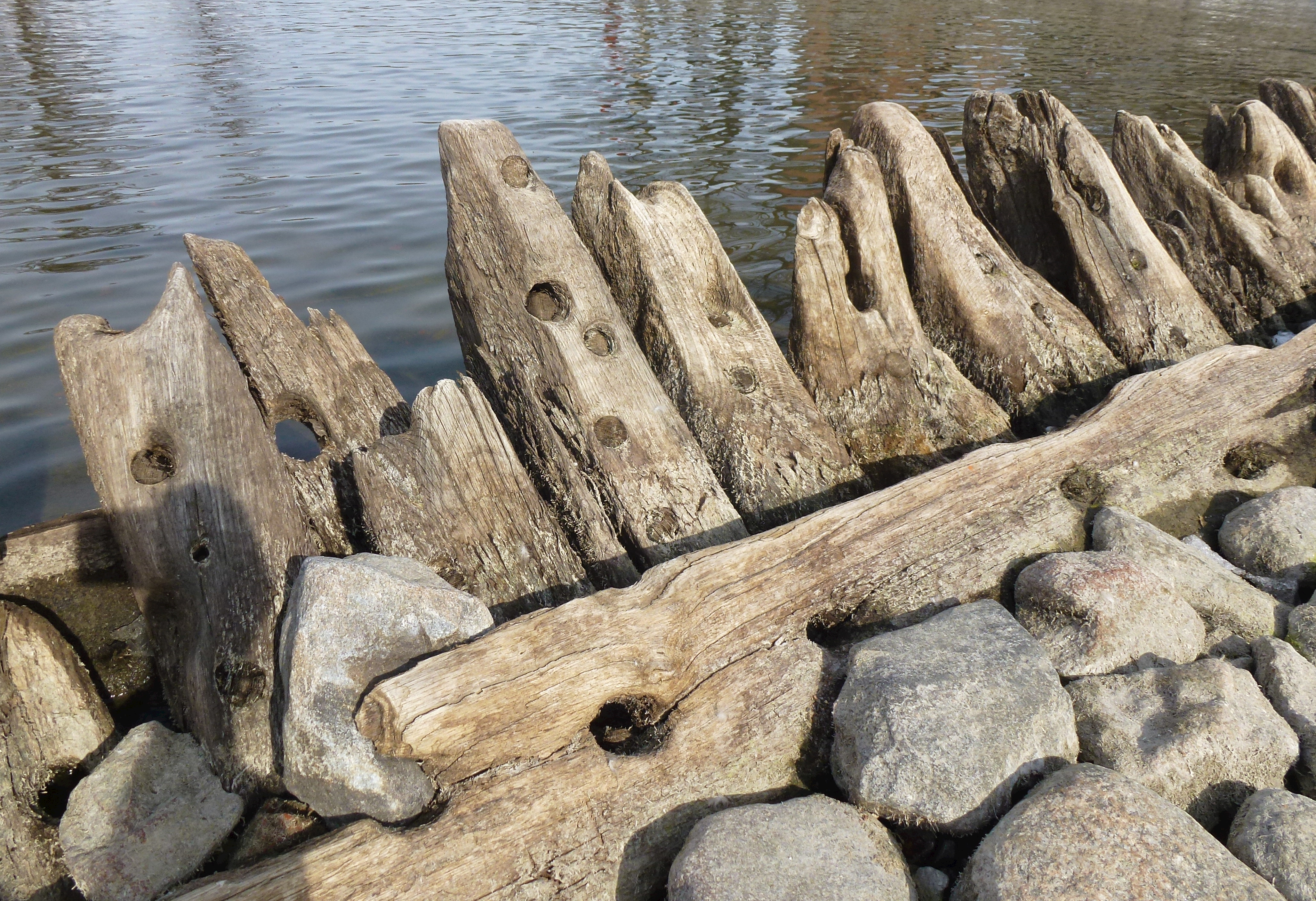
Örlogsfartyget vid Kastellholmen.

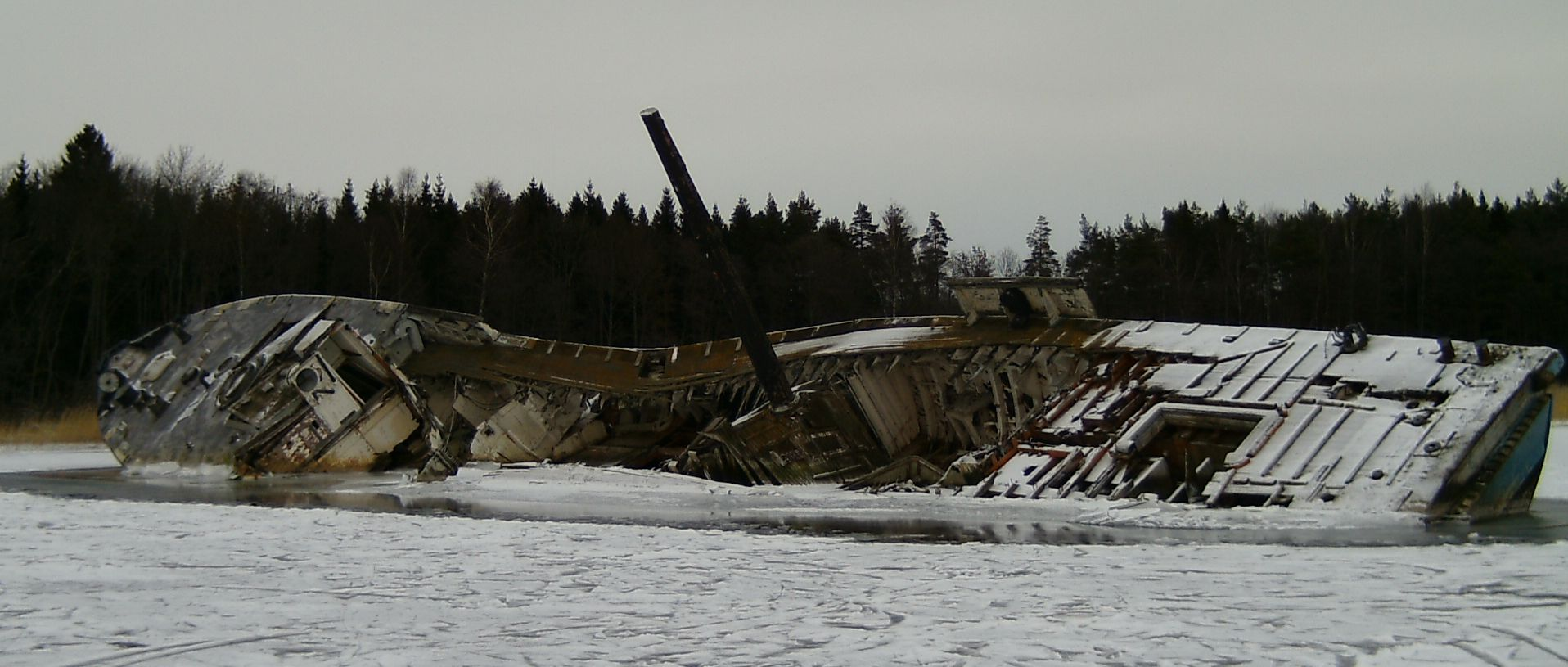
Vraket efter minsveparen HMS Aspö (M63) i januari 2009.

- Abisko (1913)
- Ada Gorthon (1917)
- Altair (1925)
- Amasis (1923)
- Andromeda (1620)
- Andromeda (1650)
- Antares (1937)
- Ares (1883)
- Argentina (1935)
- Argo (1884)
- Ariel (1883)
- Arvid Kurcks skepp (1521)
- Aspö (M63/1962)
- August Thyssen (1940)
- Auguste Helmerich (1886)

## B
- Baltic (1872)

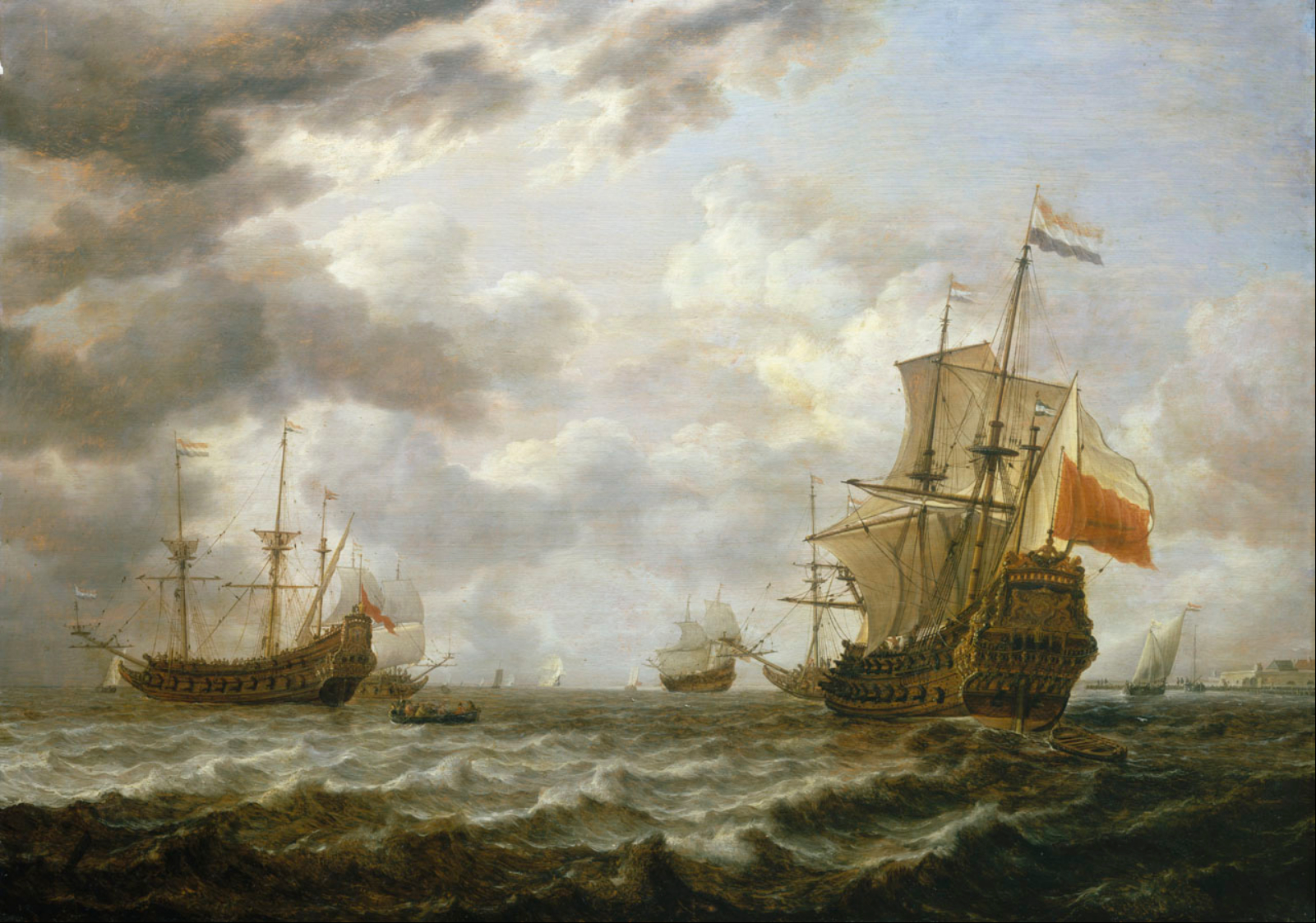
Linjeskeppet Brederode, samtida målning av Simon de Vlieger.

- Betty af Brantevik, Oxelösund (1890)
- Betty af Brantevik, Landsort (1867)
- Bellona (1782)
- Bistocken (1607/8)
- Björkebåten (ca 400)
- Björns vrak (1700-tal?)
- Blekinge (1682)
- Blå Falken (1597?)
- Bodekull (1660)
- Bollsta (1871)
- Bollsta (1875)
- Bonus (1915)
- Boston av Memel (1907)
- Brederode (1644)
- Brynthen (1527)
- Båten vid Bulverket (ca 1130)

## C

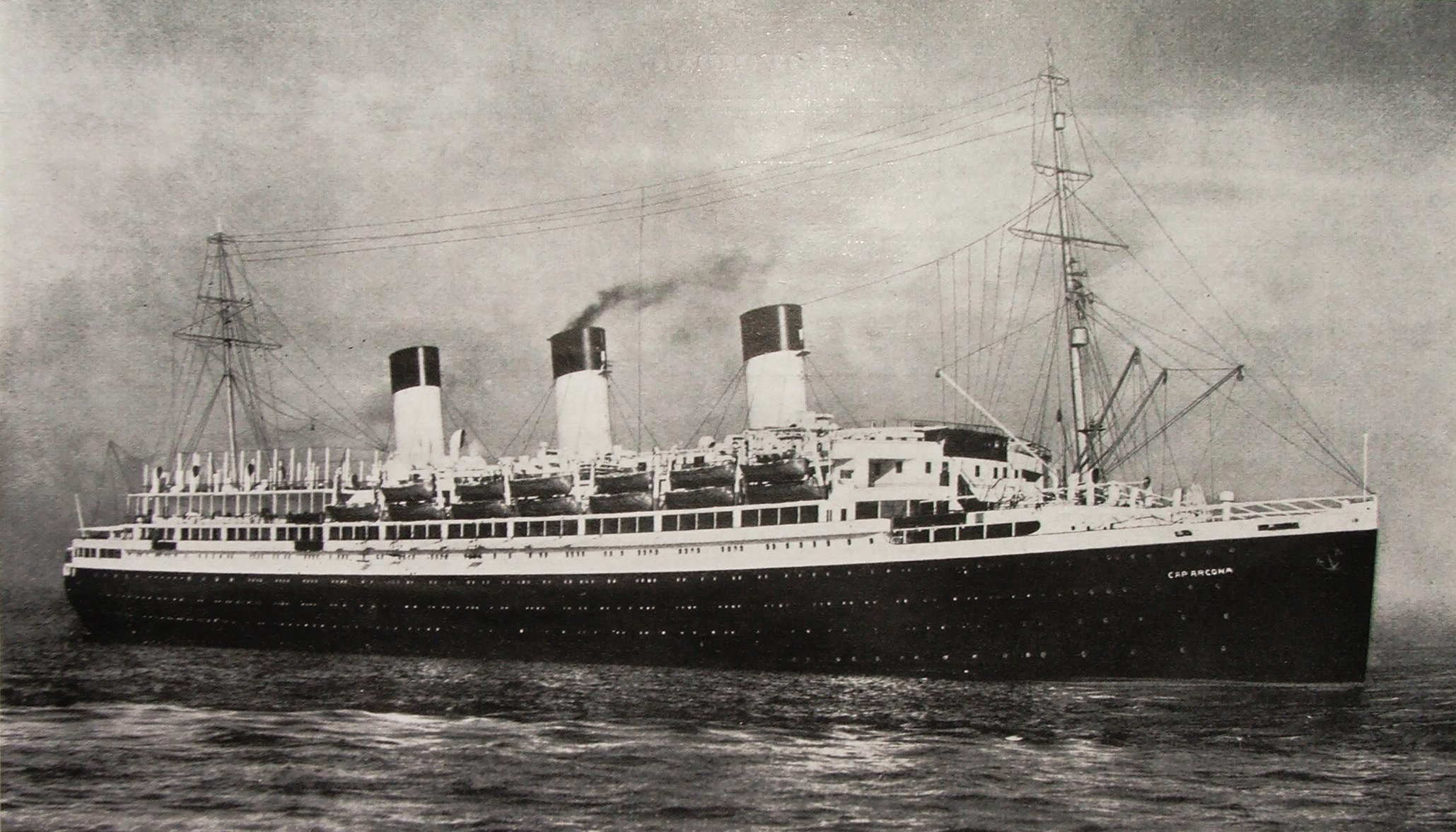
Cap Arcona 1927. Fartyget bombades strax före krigsslutet i maj 1945.

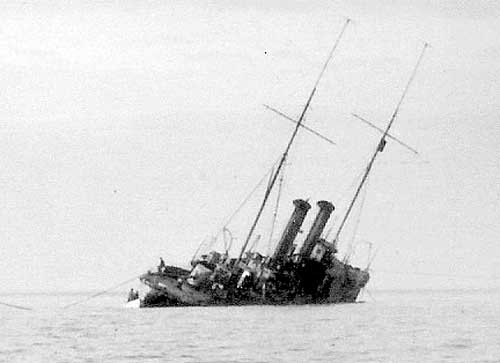
HMS Claes Uggla går på grund 1917.

- Camelen
- Champagnevraket (ca 1850)
- Champagnevraket (1895)
- Cap Arcona (1927)
- Carlshamn (1669)
- Carl Henckel (1882)
- Carlskrona (1686)
- Castor (1678)
- Castor (1702)
- Caesar (1623)
- C.F. Liljevalch (1920)
- Cedric (1881)
- Charlotte Schröder (1901)
- Claes Uggla (1899)
- Concordia/Älvsnabbenvraket (1754)
- Conehatta (1920)
- Constantia (1676)

## D
- Dalarövraket (1660)
- Dalkullan (1896)
- Dannebroge (1692)
- Danske Gripen/Gribben (1658)
- Danske/Vita Svanen (1658)
- Daphne (1890)
- Darsserkoggen (1200-tal)
- Delfin/Dolphin (1573)
- Delfin (1632)
- Delfin (1677)
- Delfin (1701)
- Dinosauren
- Domenäs/Kolka (1625)
- Draken (1594)
- Draken (1656)
- Dristigheten (1785)
- Drottning Hedvig Eleonora (1684)
- Drottning Lovisa Ulrika (1745)
- Drottning Ulrika Eleonora (1692)
- Duvan (1599)
- Dygden (1784)

## E

Eric Nordevall II, en replika av hjulångaren som gick på Göta kanal.

- Ekorren (1716)
- Elefanten (1558)
- Elefanten (1612)
- Elise (1889)
- Emmy Hasse (1880)
- Engelen (1545)
- Engelen (1594)
- Enighed (1650)
- Enigheten (1696)
- Enigheten (1732)
- Equator (1886)
- Eric Nordevall (1836)
- Estland (1682)
- Estonia (1980)

## F
- Falken (1569)
- Falken (1631)
- Falken (1713)
- Falsterbobåten (1265)
- Falsterbopråmarna (1200-tal)
- Fama (1642/3)
- Fama (1648)
- Fenris (1918)
- Finske Maisan (1539/40)
- Finland (1735)
- Fix (1902)
- Flandria av Göteborg (1898)
- Flink och Färdig (1721)
- Fly Opp (1657)
- Fortuna (1629/30)
- Fortuna (1917)
- Foteviksskeppen
- Fredricus (1698)
- Freja af Fryken (1869)
- Freja (1885)

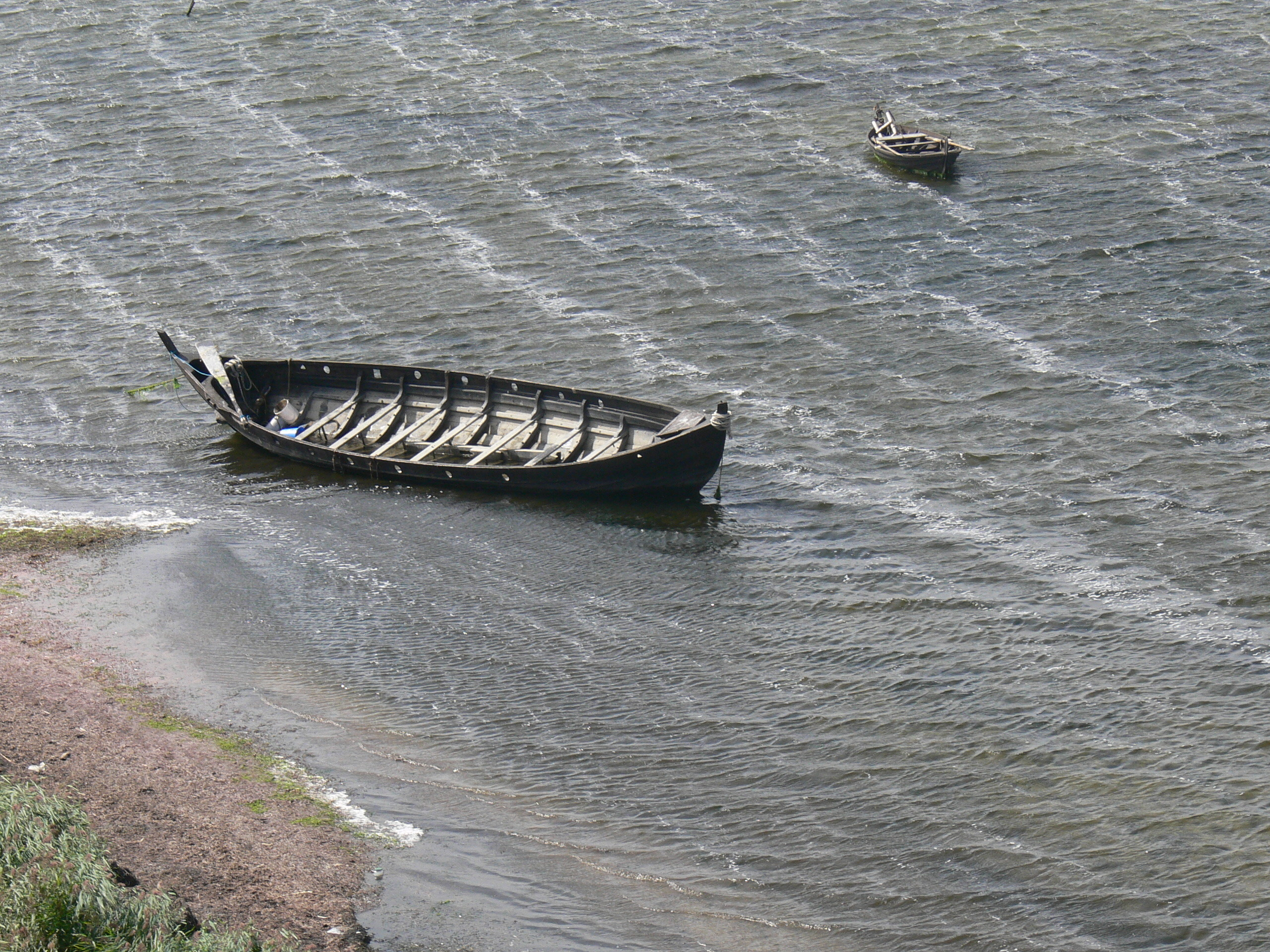
En nyskapad replika av ett vikingatida båtvrak i Foteviken.

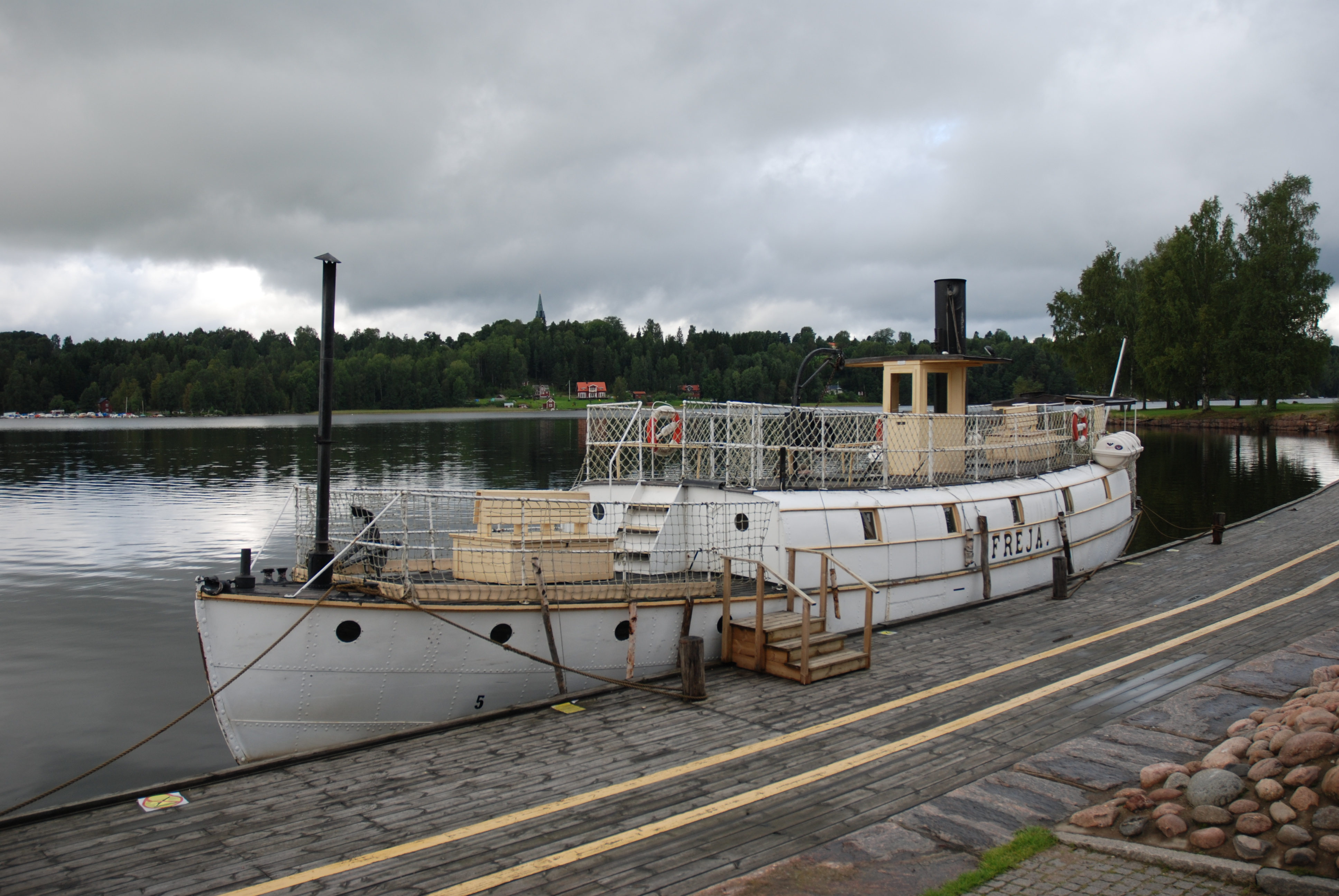
S/S Freja af Fryken vid kajen i Fryksta.

- Fridhem/Pigbådsvraket (1920/30-tal?)
- Fringilla (1920)
- Fröken Eleonora (1701)
- Fula gubben (1730-tal)
- Furublåsan (1539/40)
- Fylgia (1922)
- Fyrspännaren (1700-tal)
- Fågel Grip (1638)
- Fäderneslandet (1783)
- Föglövraket (ca 1850)
- Förgyllda Lejonet (1564?)
- Förgyllda Äpplet (1602)

## G

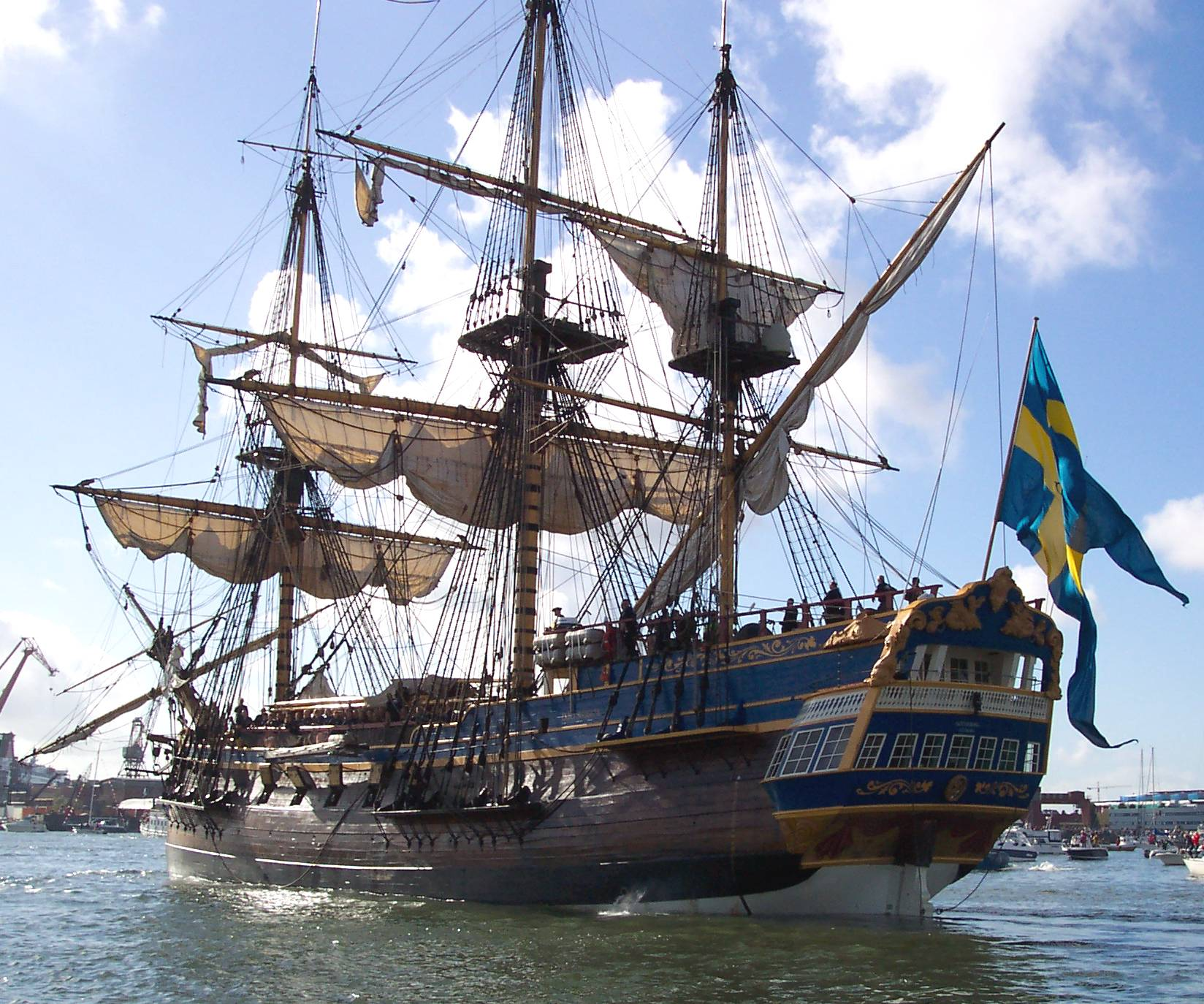
Ostindiefararen Götheborg avseglar till Kina den 2 okt 2005. Skeppet är en replika av den gamla ostindiefararen Götheborg som seglade rutten på 1700-talet.

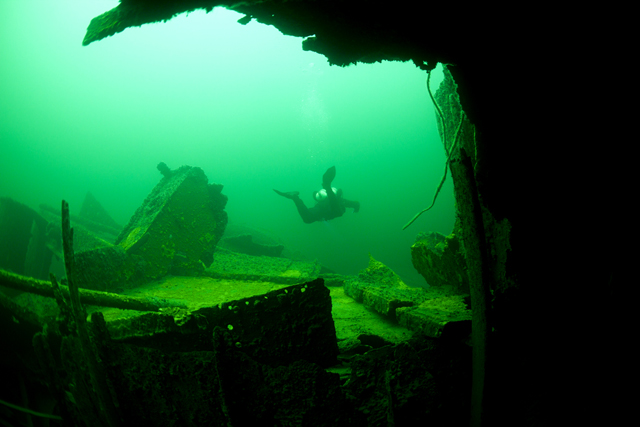
En dykare i vraket efter Gustaf Wasa.

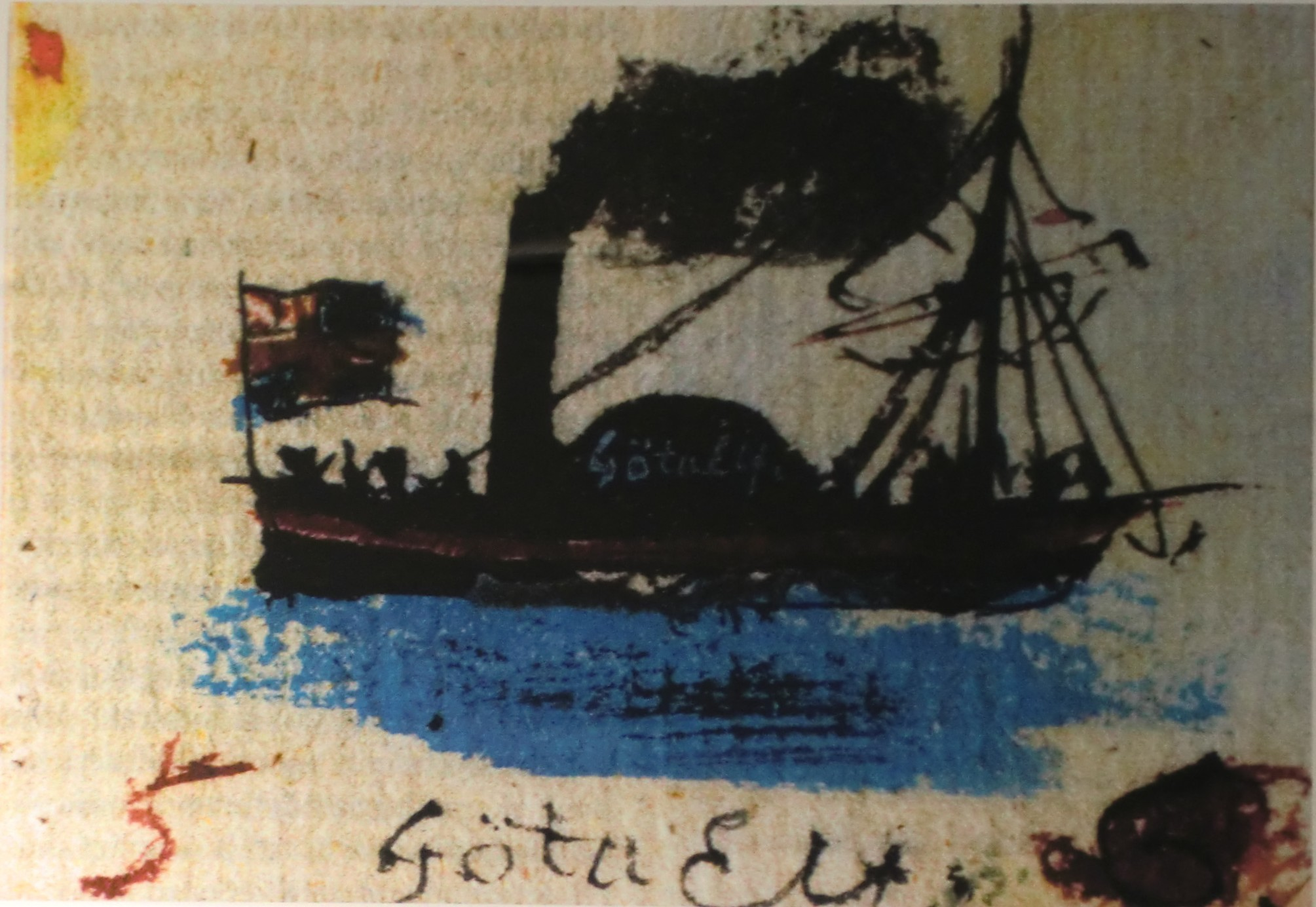
Hjulångare Göta Elf målad av den 8-årige prins Gustaf, son till blivande Oscar I.

- Galtabäcksskeppet (ca 1100)
- Galten (1600-tal)
- Gaude (1919)
- General von Steuben (1923)
- George (1896)
- Gerda (1868)
- Gertrud Bratt (1926)
- Gordy (1938)
- Gotland (1682)
- Goya (1940)
- Glan (1873)
- Greve Mörner (1719)
- Greve Södermanland (1749)
- Gribshunden (1495)
- Gripen (1590/91)
- Gripen (1713)
- Grom (1916)
- Grå Ulven (1642)
- Gröne Jägaren (1652)
- Gubbvraket
- Gunhild (1862)
- Gustaf Lagerbielke (1890)
- Gustaf Wasa (1890)
- Gustavus (1623)
- Gävle Ulven (1598)
- Göta Rike (1684)
- Göta Elf (1833)
- Göte (1906)
- Göteborg (Kalmar) Kastell (1657)
- Göteborg (J5/1935)
- Götheborg (1738)

## H
- Haga (1918)
- Halland (1682)
- Halvmånen (1565)
- Hammalfyndet
- Hammarby (1875)
- Hannibal (1566)
- Hannibal (1611)
- Hannibal (1632)
- Hansa (1899)
- Hansa (1917)
- Hans Brasks bark (1522)
- Hans von Wismar (1632)
- Harbo Lejonet (1616)
- Harburg (1919)
- Harm (1969)
- Havfrun (1630/1)
- Havmanden (1674)
- Hector (1622)
- Hedvig Elisabet Charlotta (1781)
- Heimdal (1928)
- Henny af Vaxholm (1950)
- Henrik Gronenbergs skepp (1522)
- Hercules (1599/1600)
- Hermod (1918)
- Hernodia (1915)
- Hertha (1918)
- Hollands Barken (1559)
- Hollands Bojorten/Pinken (1564?)
- Hollands Falken (1604)
- Hollands Hägern (1604)
- Hollands Samson (1609)
- Hollands Svanen (1608)
- Hollands Ängeln (1604)
- Hjälpvedett 232 Isbjörn (1894)
- Holländaren (1709)
- Humber (1903)
- Hälsinge Morianen (1598)

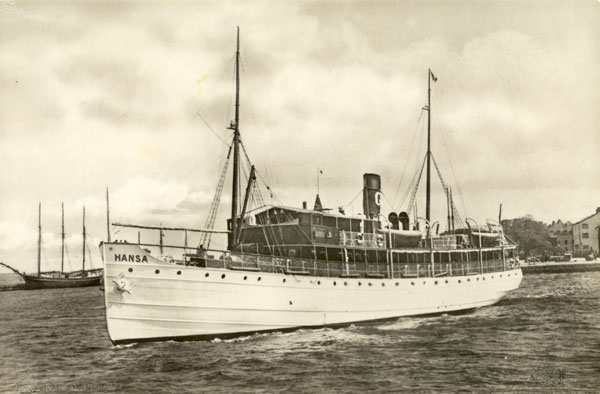
Passagerarbåten S/S Hansa som sänktes av en sovjetisk ubåt 1944.

Karlskronavarvet 1782 med skeppet Hedvig Elisabet Charlotta till vänster.

- Högskärsvraket Jungfru Katarina (1747)
- Höken (1701)

## I

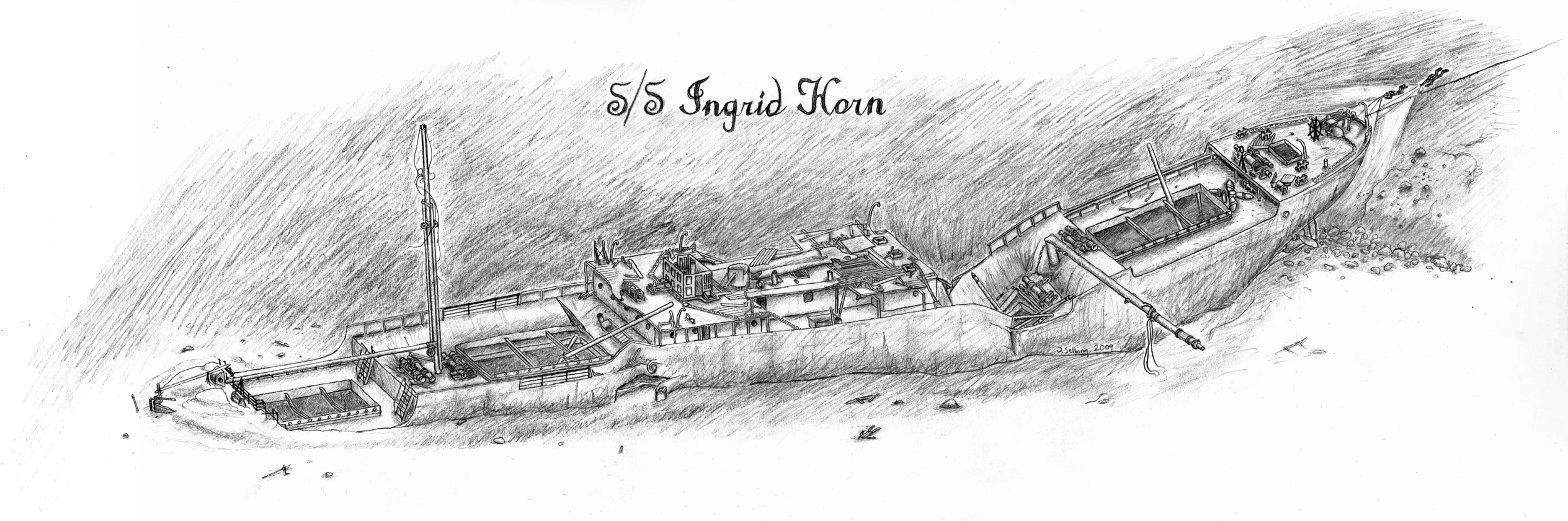
Ingrid Horns vrak, Jacob Selbing 2009.

- Igeln/Liljan (1541)
- Ilmarinen (1934)
- Ingeborg (1776)
- Ingrid Horn (1902)

## J

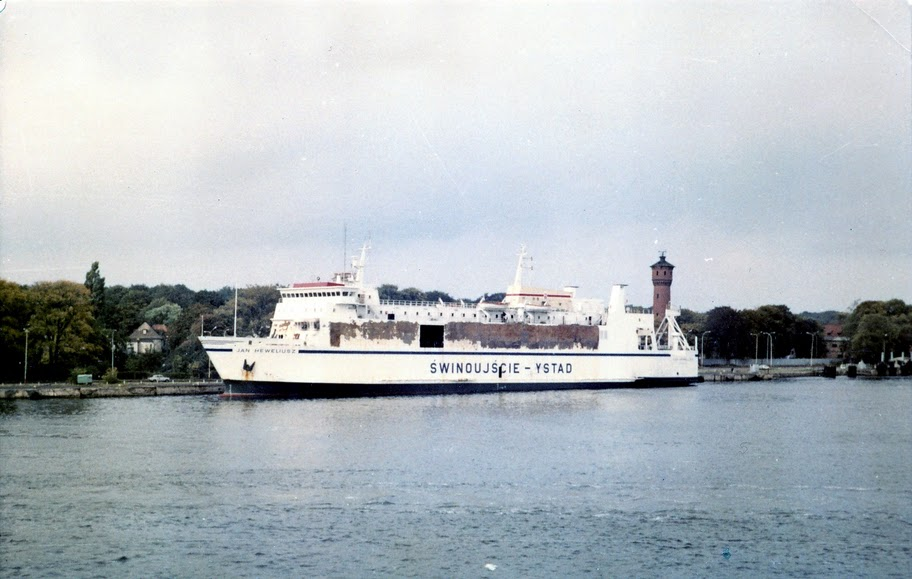
M/S Jan Hewelius 1986.

- Jacob Hans Enkias skuta (1681)
- Jan Heweliusz (1977)
- Jarramas (1821)
- Jehu (1825)
- Johannes Russ
- John Grafton (1883)
- Jonas (1622/3)
- Joshua (1566)
- Josua (1604)
- Jungfru Elisabeth (1717)
- Jungfru Katarina (1747)
- Jungfrun/Svenska Jungfrun (1563)
- Jungfrun (1700-tal)
- Jupiter (1614)
- Justina (1628/9)
- Justitia (1607)
- Justitia (1623/4)
- Jutholmsvraket (1700)
- Jürgen Fritzen (1940)
- Jägaren (1583/4)
- Jägaren (1601)
- Jägaren (1629/30)
- Jönköping (1895)

## K
- Kalmar (1677)
- Kalmarbåten (ca 1250)
- Kalmar Holken (1551)
- Kalmar Nyckel (1625)
- Kalmar Skeppet Bojorten (1575/6)
- Kamperman (1534)
- Kattan (1641)
- Karlshavn (1676)
- Karlsruhe (1905)
- Keramikvraket
- Klintehamnsskeppet
- Knösenvraket (ca 1200)
- Koggen i Jungfrufjärden
- Koggen i Västergarn
- Konung Adolf Fredrik (1744)
- Kopparvraket, Trelleborg
- Kopparvraket, Danzigbukten (1440)
- Kopparvraket, Ålands hav

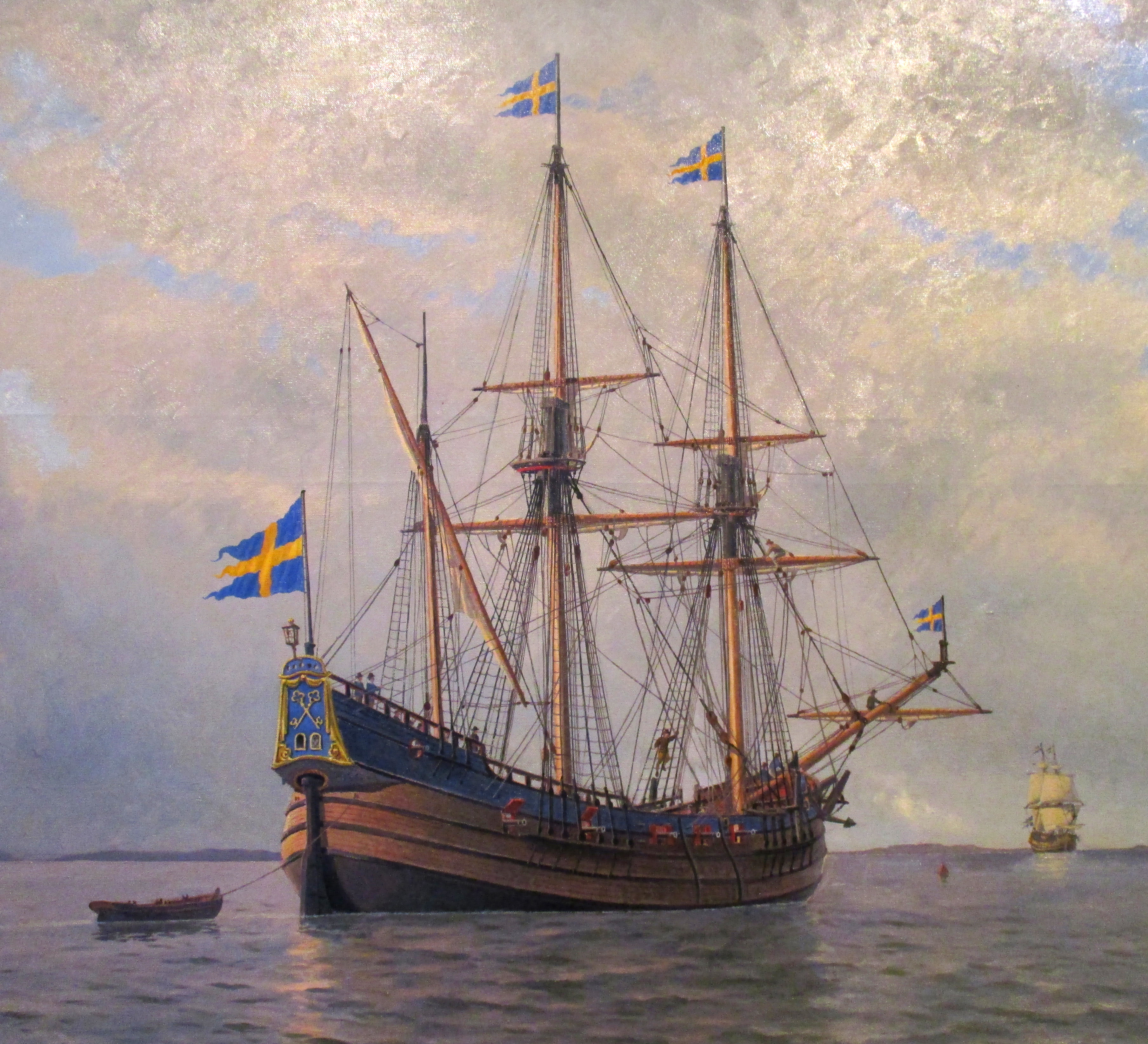
Kalmar Nyckel, skeppet som korsade Atlanten med emigranter till Nya Sverige. Målning av Jacob Hägg.

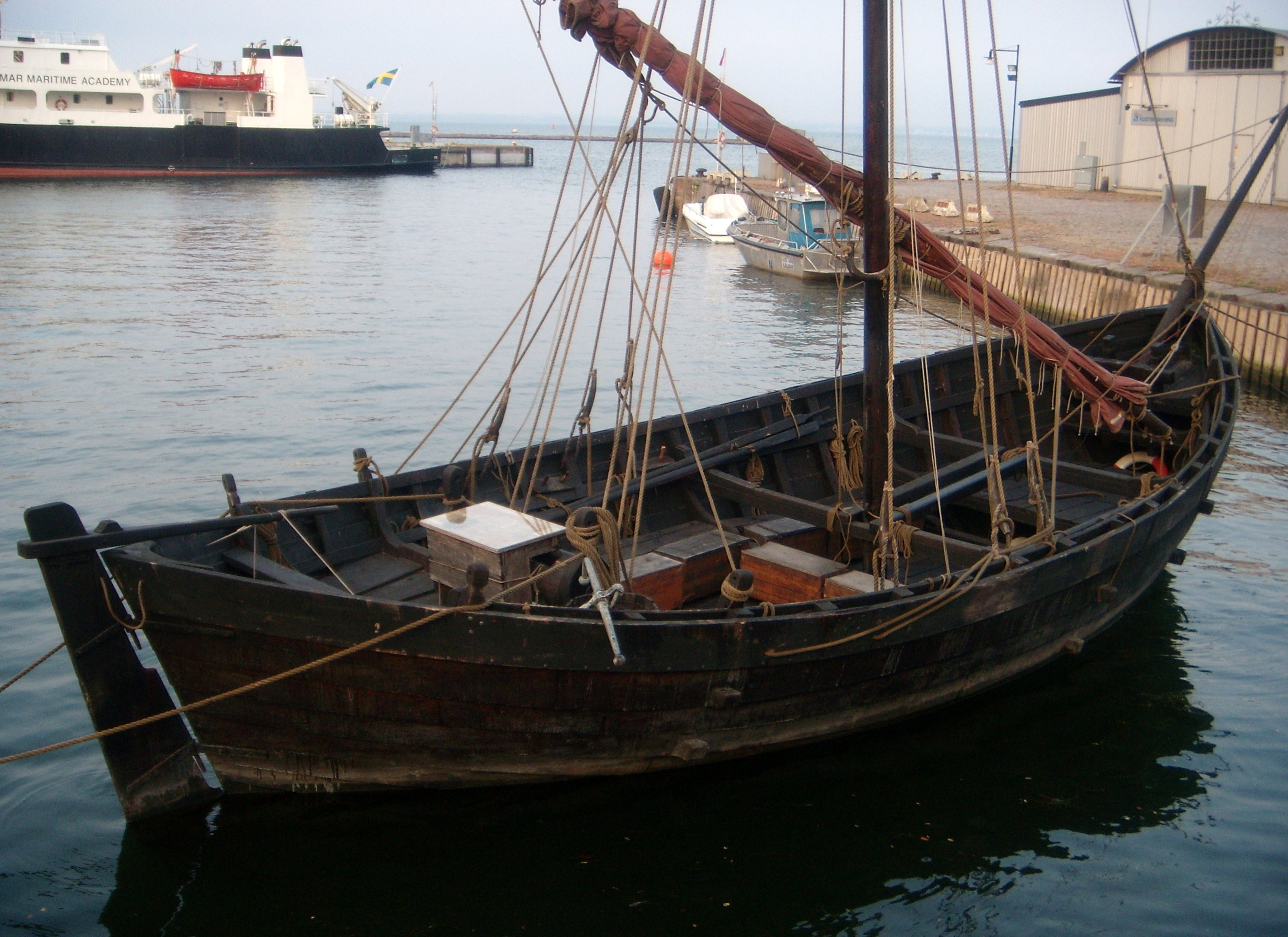
Kalmarbåtens replika Aluette.

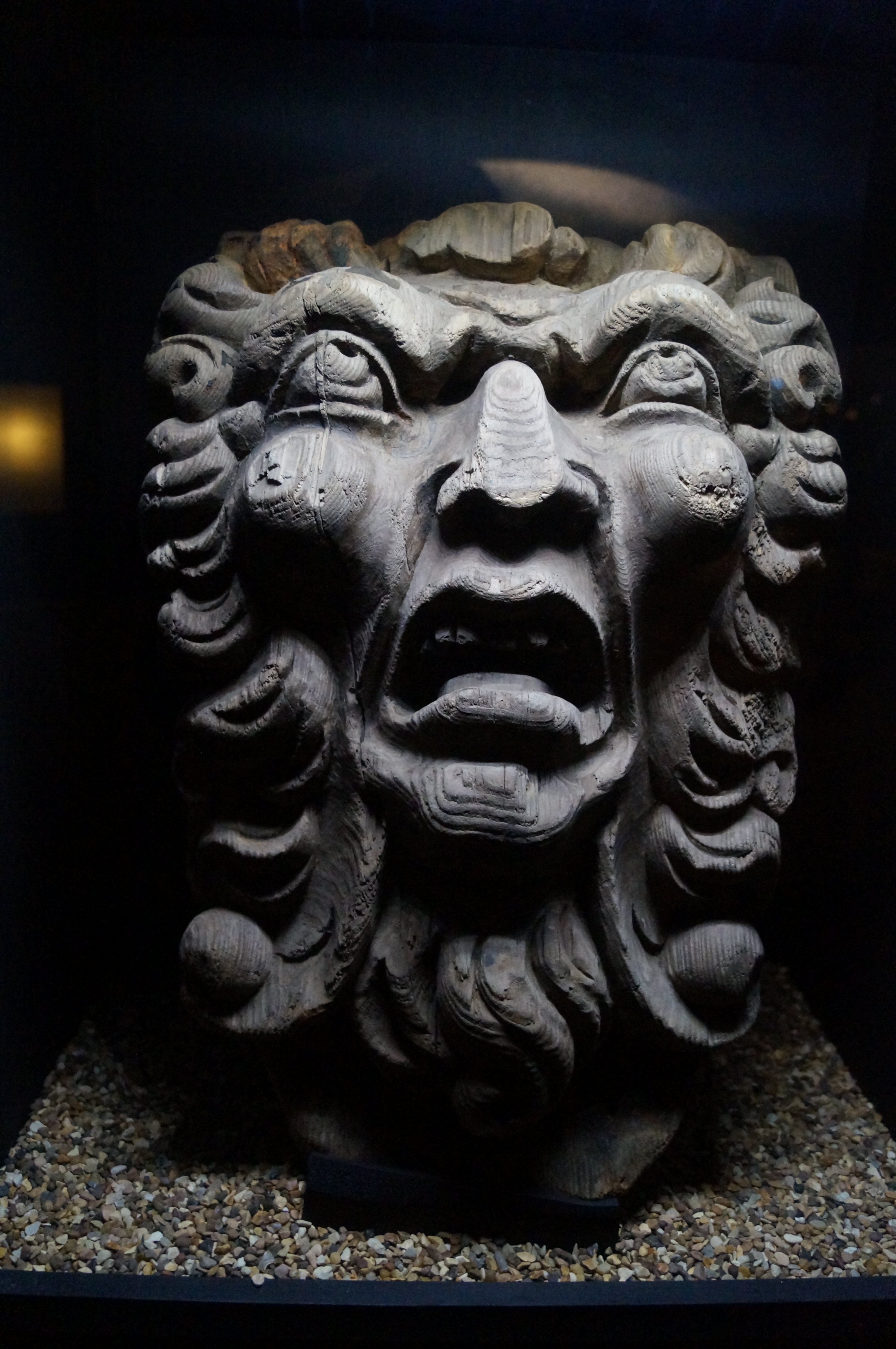
Ett av trä skulpterat ansikte bärgat från regalskeppet Kronan, nu utställt på Kalmar läns museum.

- Korshamnsvraket, Kattegatt (1100-talet)
- Kostervraket (1700-tal)
- Kravelen (1525)
- Kravellen vid Franska Stenarna (1525)
- Krigsfartyg vid Ronneby (1480-tal)
- Kristina (1624)
- Krogenvraket (1600-tal)
- Kronan (1618)
- Kronan (1632)
- Kronan (1668)
- Kronfisken (1644)
- Kronholmskoggen (1200-tal)
- Kronprins Gustaf Adolf (1782)
- Krönta Lejonet
- Krönte Svan (1603/4)
- Kuggmarenkoggen (1200-tal)
- Kungshamnsbåten (1360-tal)
- Kvarstadsbåtarna (1940)
- Kvicksunds Galejan (1599)
- Käppalavraket (1700-tal)
- Köbenhavn (1675)

## L

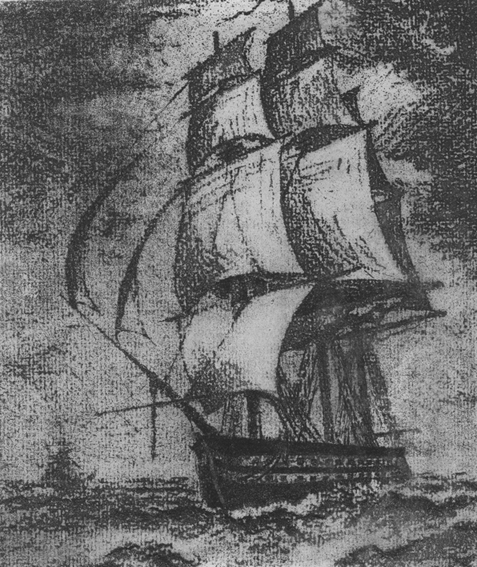
Det ryska linjeskeppet Lefort som förliste 1857 i Finska viken. Okänd konstnär.

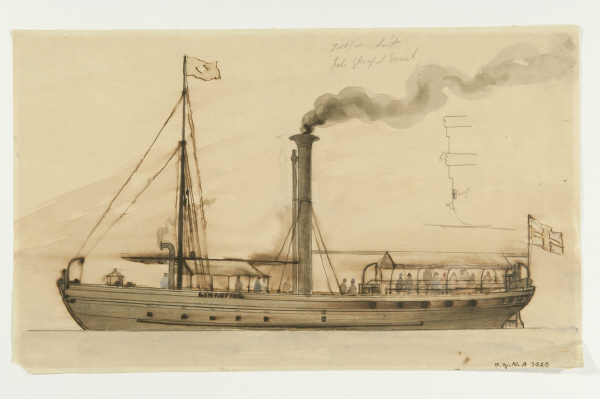
Ångfartyget Linköping. Akvarell av Per Wilhelm Cedergren (1823-1890).

- La Confidence (1782)
- Lars Magnus Trozelli (1920)
- Lefort (1835)
- Legend (1906)
- Lejonet (1537)
- Lejonvraket (ca 1640)
- Leoparden (1599)
- Leoparden (1676)
- Libau (1890)
- Lilla Nyckeln (1608)
- Lille Jupiter (1661)
- Lille Konung David (1676/7)
- Lilly (1925)
- Linköping (1838)
- Linköping (1846)
- Lister (1928)
- Livland (1682)
- Livonia (1880)
- Luleå (1922)
- Luleå (1942)
- Lybska Svan (1522)
- Lybska Örn (1574)
- Lützow (1916)
- Långe Barken (1548?)
- Lödösebåten (1500-tal)
- Löse Galejan (1560)
- Löse Segelskeppet (1549)

## M

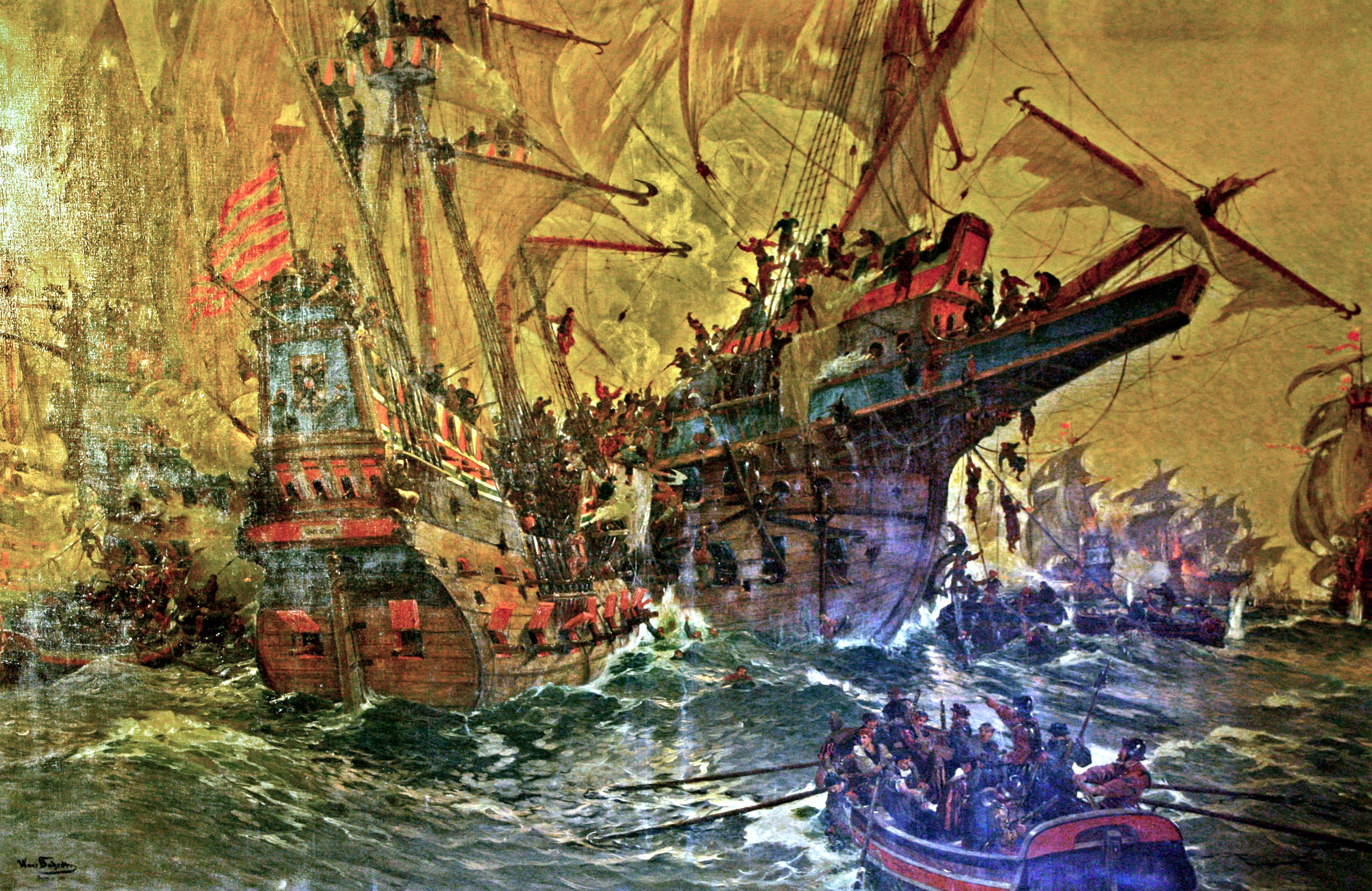
Erik XIV:s flaggskepp Mars exploderar och sjunker i Nordiska sjuårskriget 1564. Målning av Hans Bohrdt 1901.

- Maderövraket (medeltida)
- Makalös (1564)
- Margareta af Vätö (1874)
- Margareta (1898)
- Margareta (1942)
- Margret (1919)
- Maria (1622)
- Mars (1563)
- Mars (1603)
- Mars av Helsingborg (1882)
- Mars (1922)
- Mars av Stockholm (1924)
- Marstrand (1699)
- Marsvinet (1659)
- Mary Ann (1838)
- Mastvraket (1714)
- Melanie (1883)
- Mercurius (1601)
- Mercurius (1672)
- Mode (1912)
- Mollökoggen (1200-tal)
- Mulanvraket, Gotland (1958)
- Mulanvraket, Finland (1610)
- Muriel av Stockholm (1943)

## N

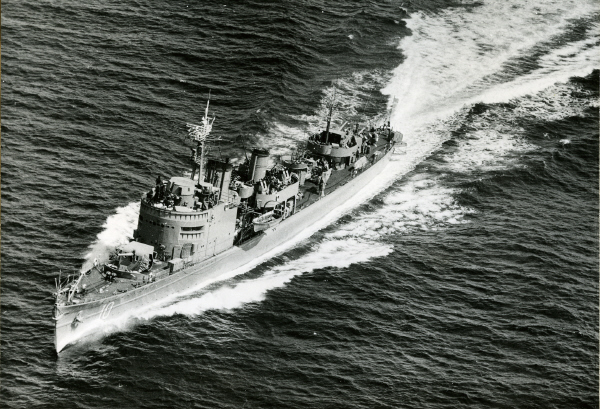
Jagaren Norrköping (J10).

- Najade (1910)
- Nedjan (1893)
- Nelly (1905)

- Nepolina (1913)
- Neptunus (1566)
- Neptunus (1644)
- Neptunus (1659)
- Neptunus (1674)
- Nettelbladet (1644)
- Nicke (1942)
- Nils Gorthon (1921)
- Nordstiernan (1842)
- Norrköping (1698)
- Norrköping (J10/1940)
- Norrtälje (1872)
- Nya Svärdet (1625)
- Nya Upsala (1855)
- Nya Viborgs Barken (1540)
- Nyckeln (1617)
- Nyckeln (1664)
- Nye Blå Falken (1608)
- Nye Bojorten (1549)
- Nye Finske Galejan (1573/4)
- Nye Svarta hunden (1633)
- Nye Viborgs Barken (1540)
- Näsvis (1721)

## O
- Ocean (1922)
- Ocean (1967)
- Ocean Queen (1866)
- Okänt skepp (1500)
- Oleg Koshevoi (1946)
- Olga Atkinsson (1921)
- Olga av Oskarshamn (1934)
- Orkney (1867?)
- Ormen Friske (1949)
- Orpheus (1611)
- Oskarshamnskoggen (ca 1240)
- Osmundvraket (1500-tal)
- Ostmark (1932)

## P

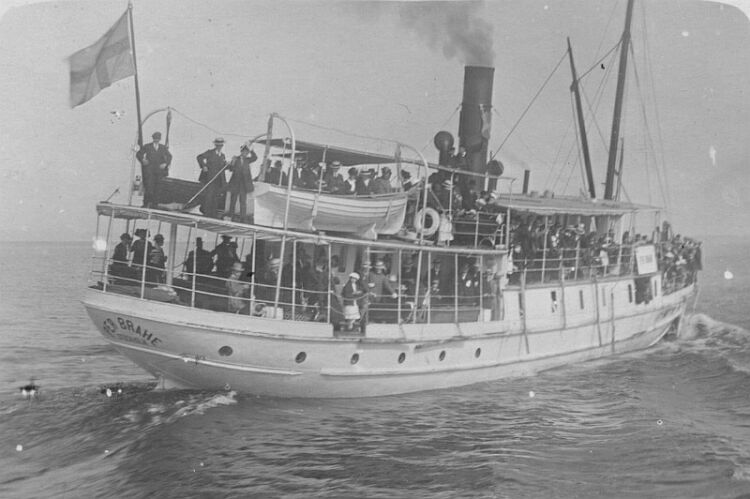
Ångaren S/S Per Brahe som fylld med passagerare senare förliste på Vättern.

- Paula Faulbaum (1941)
- Pelikanen (1624)
- Per Brahe (1857)
- Perseus (1619/20)
- Petter Hollender (1535)
- Phoenix (1634/5)
- Pollux (1678)
- Polstjernan (1901)
- Poseidon (1947)
- Posthornet (1666)
- Postiljonen (1662)
- Postiljon (1701)
- Prins Carl (1684)
- Prins Fredrik Wilhelm (1702)
- Prinsessan Hedvig Sofia (1686)
- Prinsessan Sophia Albertina (1764)
- Prinz Adalbert (1901)
- Profeten Jonas (1700)
- Prosper (1865)

## R

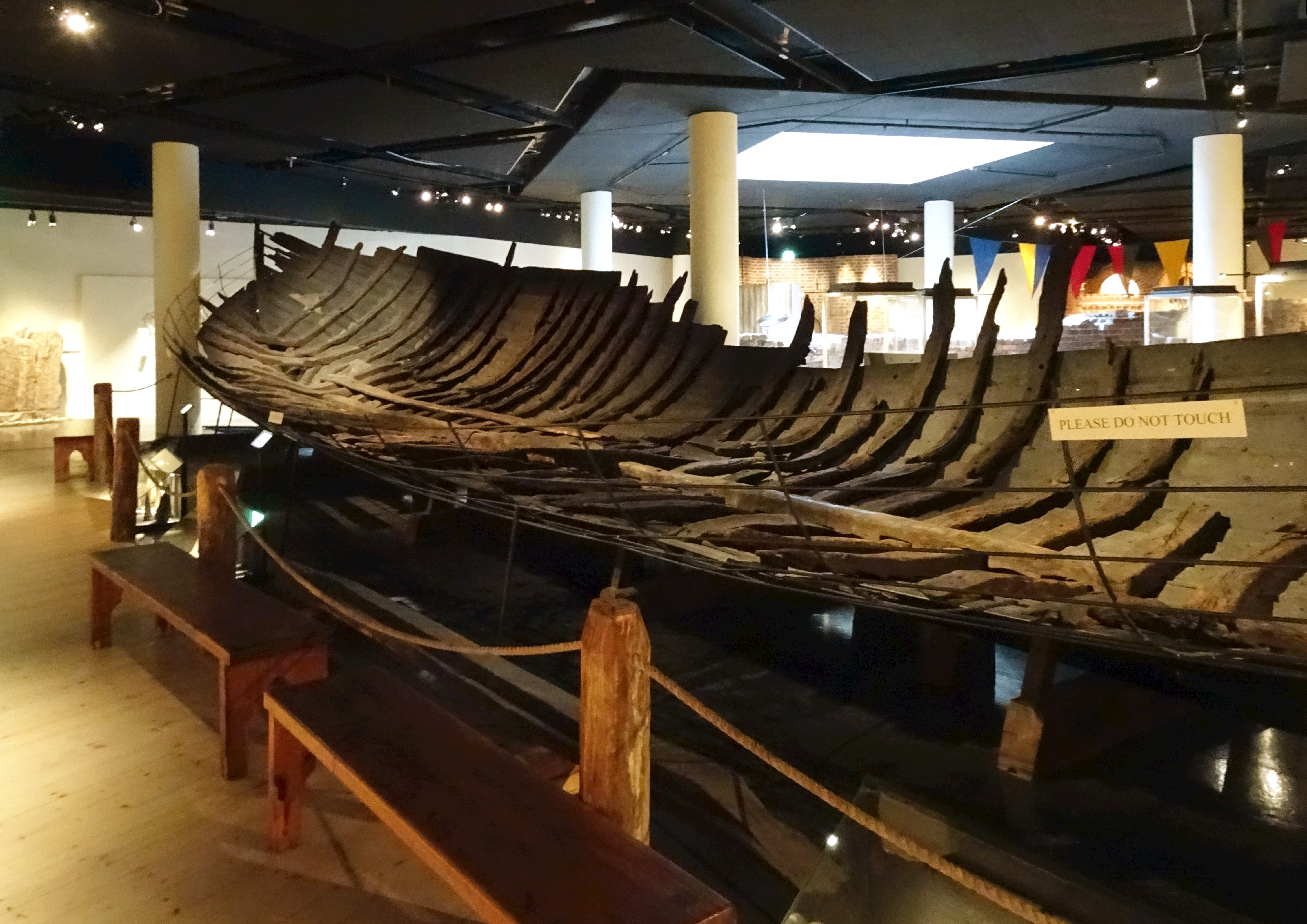
Riddarholmsskeppets bottenskrov i Medeltidsmuseet, Stockholm 2017.

- Ragnar (1913)
- Recompens (1659)
- Resande Man (1660)
- Riksens Ständer (1770)
- Riksnyckeln (1617)
- Riksnyckeln (1664)
- Riksvasa (1599)
- Riksäpplet (1661)
- Riddarholmsskeppet
- Ringaren (1530-tal)
- Rita (1959)
- Robinvraket (sent 1700-tal)
- Rosen (1563)
- Rosen (1599)
- Råbocken (1604)
- Röde Draken (1569)
- Röde Lejonet (1563)

## S
- S2 ubåt (1940)
- S6 ubåt (1942)
- S7 ubåt (1942)
- S8 ubåt (1942)
- Saltskutan Anna Maria (1694)
- Samson/Kort Verfers holk (1522)
- Samson (1565)
- Samson (1598)
- Samson (1631)
- Sankt Erik (1559)
- Sankt Jacob (1627/8)
- Sankt Marcus (1707)
- Sappemeer (1961)
- SC 305 ubåt (1942)
- Scepter (1617)
- Scepter (1636)
- Schleswig-Holstein (1711)
- Scipio (1595)
- Scipio (1606)
- Sjtj-305 ubåt (1942)
- Sjöblad (1709)
- Sjöhästen (1700-tal)
- Sjötäppevraket (efter 1768)
- Skaftövraket (ca 1440)
- Skagul (1944)
- Skanörskoggen (1390)
- Skorpionen (1703)
- Skriner (1879)
- Skuldelev 1 (1000-tal)
- Skuldelev 2 (1000-tal)
- Skåne (1684)
- Slupen Anna (1852)
- Slätteskär (1904)
- Snapp (1947)
- Snarensven (1701)
- Solen (1624)
- Solen (1669)
- Spes (1658)
- Spes (1666)
- Sprengtporten (1768)
- Springvalen (1556)
- Spökskeppet (ca 1640)
- Sten Sture (1900)
- Stjärnan (1600)
- Stockbåten (900-1250)
- Stockholm (1682)

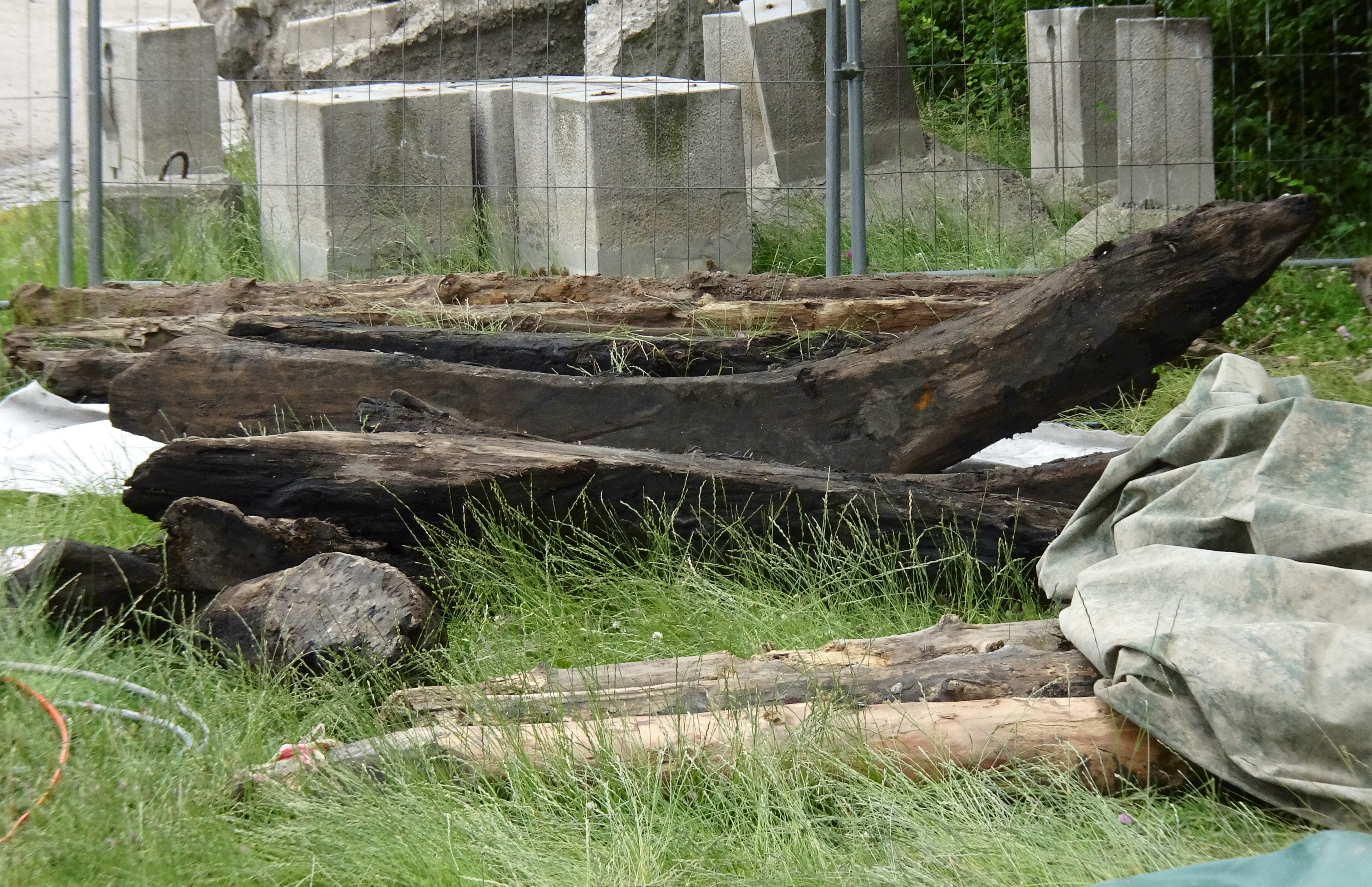
Ett vrakfynd som troligen kan vara en bit av Scepter hittades på Skeppsholmen sommaren 2017.

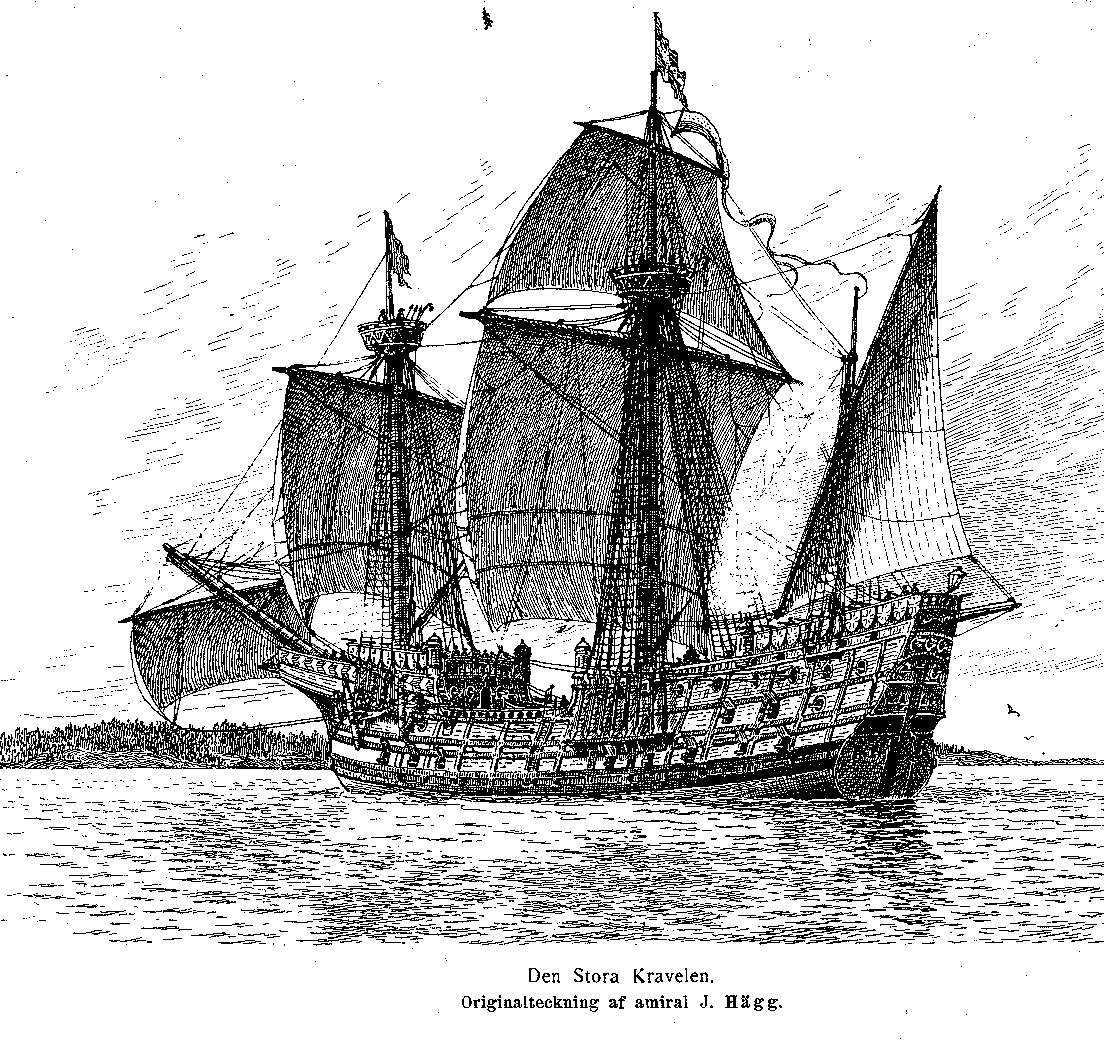
Stora Kravelen (1532), tecknad av Jacob Hägg (1839-1931).

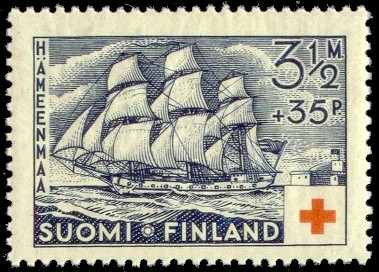
Fregatten Styrbjörn på frimärke.

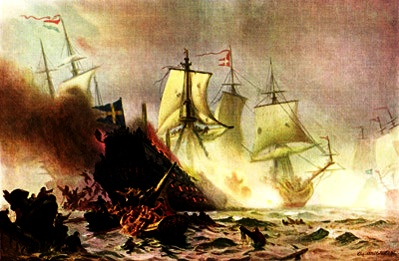
Regalskeppet Svärdet exploderar och sjunker i slaget vid Öland 1676. Målning av Christian Mølsted (1862-1930).

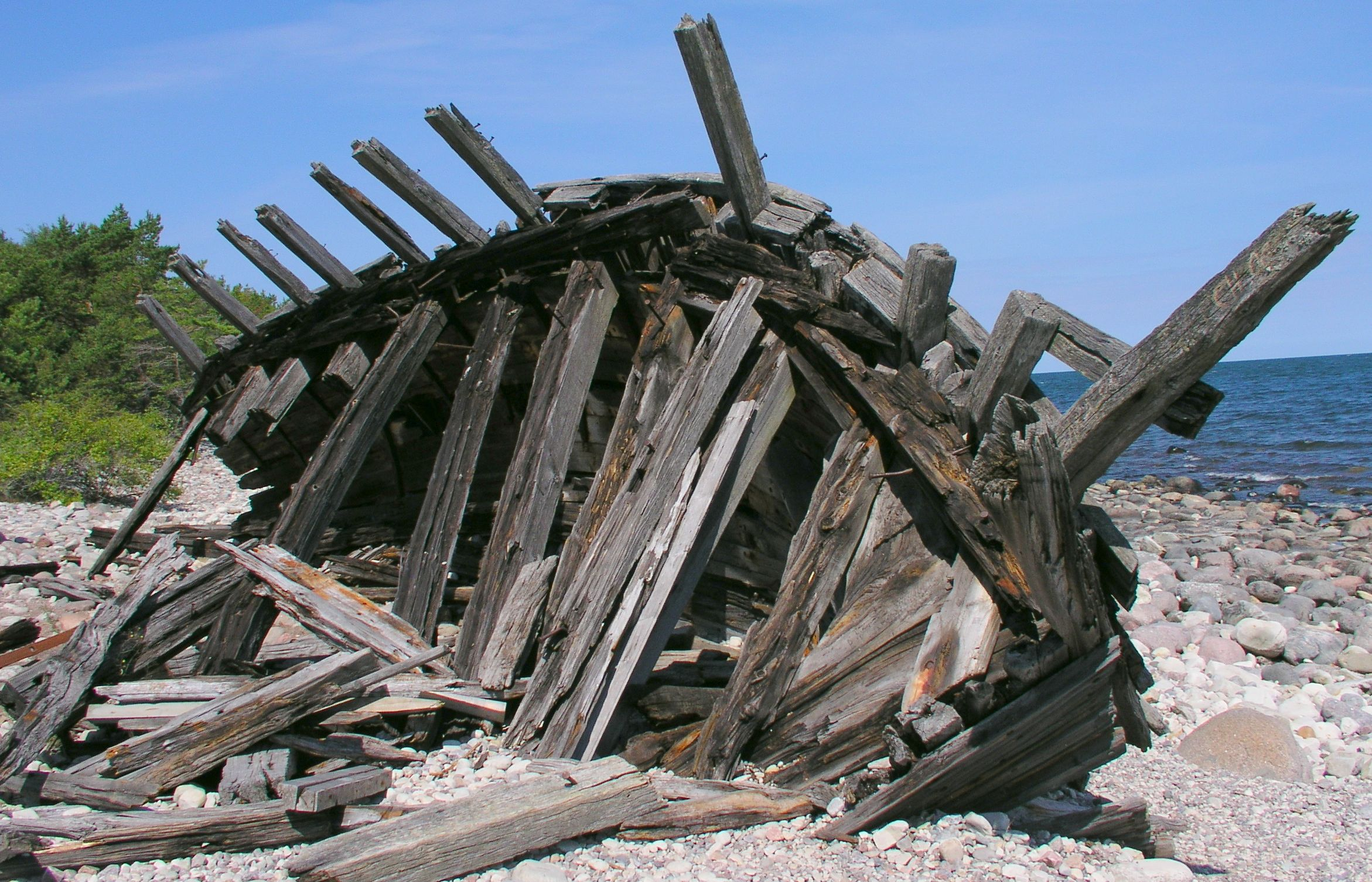
Swiks vrak på Öland, foto 2006.

- Stora Gallejan/Duke Carls Galeja (1598)
- Stora Kravelen (1532)
- Stora Kraveln Elefanten (1558)
- Stora Sophia (1627)
- Store Råbohjorten (1560)
- Storken (1624)
- Stormaren (1644) [1]
- Stralsund (1689)
- Stromboli (2020)
- Sture (1935)
- Styrbjörn (1790)
- Stålnäbben (1607)
- Sundsvall (1674)
- Svalan (1587)
- Svanen (1625)
- Sverige (1678)
- Swiks (1902)
- Svärdet (1625)
- Svärdet (1662)

## T
- Tattranvraket
- TB 388 (1914)

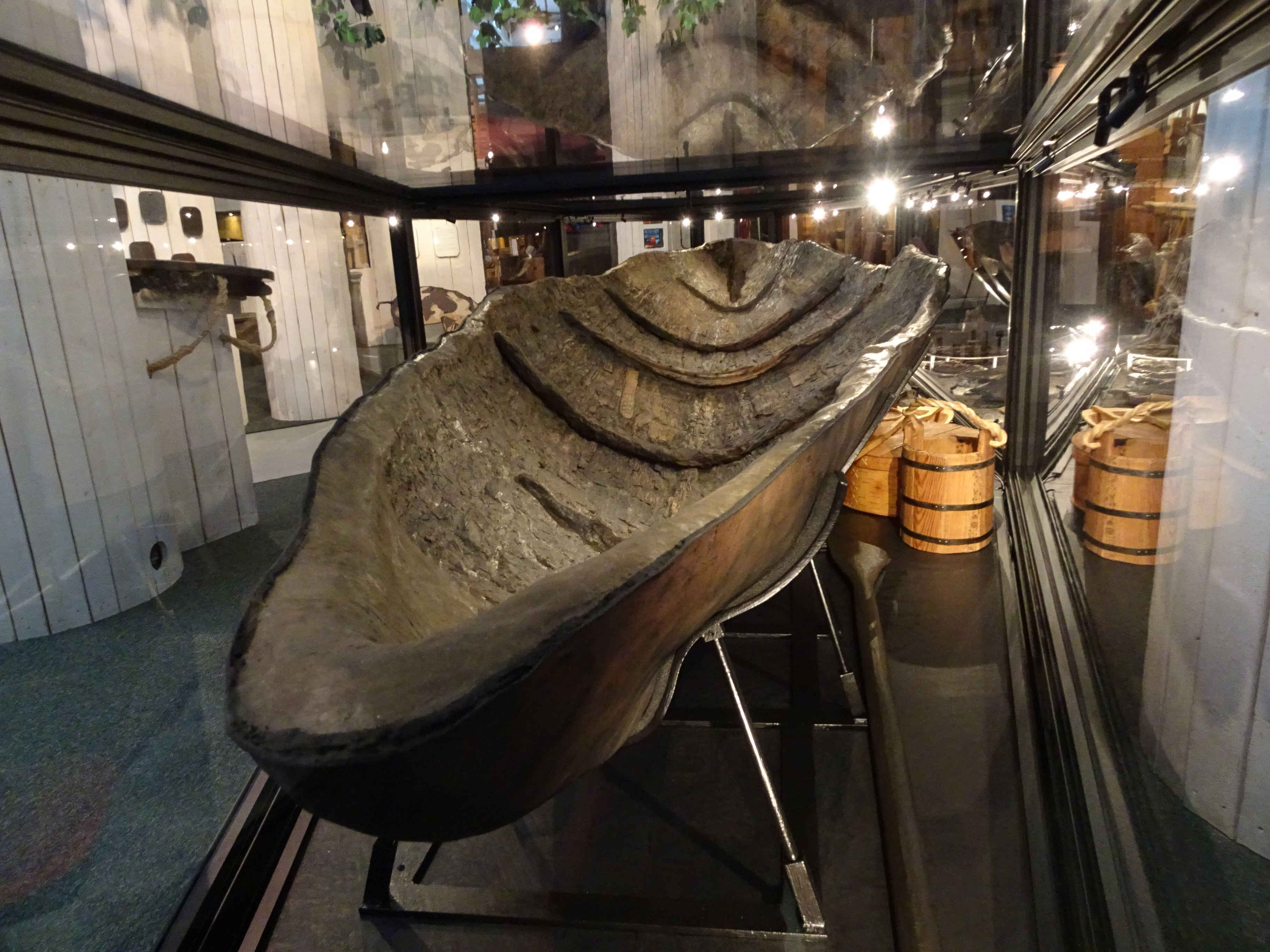
Tunabåten som hittades i en grav från 700-talet, här i Västmanlands läns museum.

- Tegelvraket, Falsterbonäset (ca 1550)
- Tegelvraket, Stockholm
- Tegelvraket, Västerbotten
- Tessin (1870)
- Theodor (1906)
- Thielbek (1940)
- Tjurkö båtkyrkogård
- Tordön (1741)
- Torne (1913)
- Torsten (1880)
- Torö (1924)
- Tre Lejon/Tre Löver (1644)
- Trubbnos/Severn (1834)
- Tunabåten (700-tal)
- Turturduvan/Duvan (1634/5)
- Tver (1841)
- Två Lejon (1644)
- Tärnan (1881)
- Tärnan (1915)

## U
- Uddeholm (1934)
- Ulla Fersen (1789)

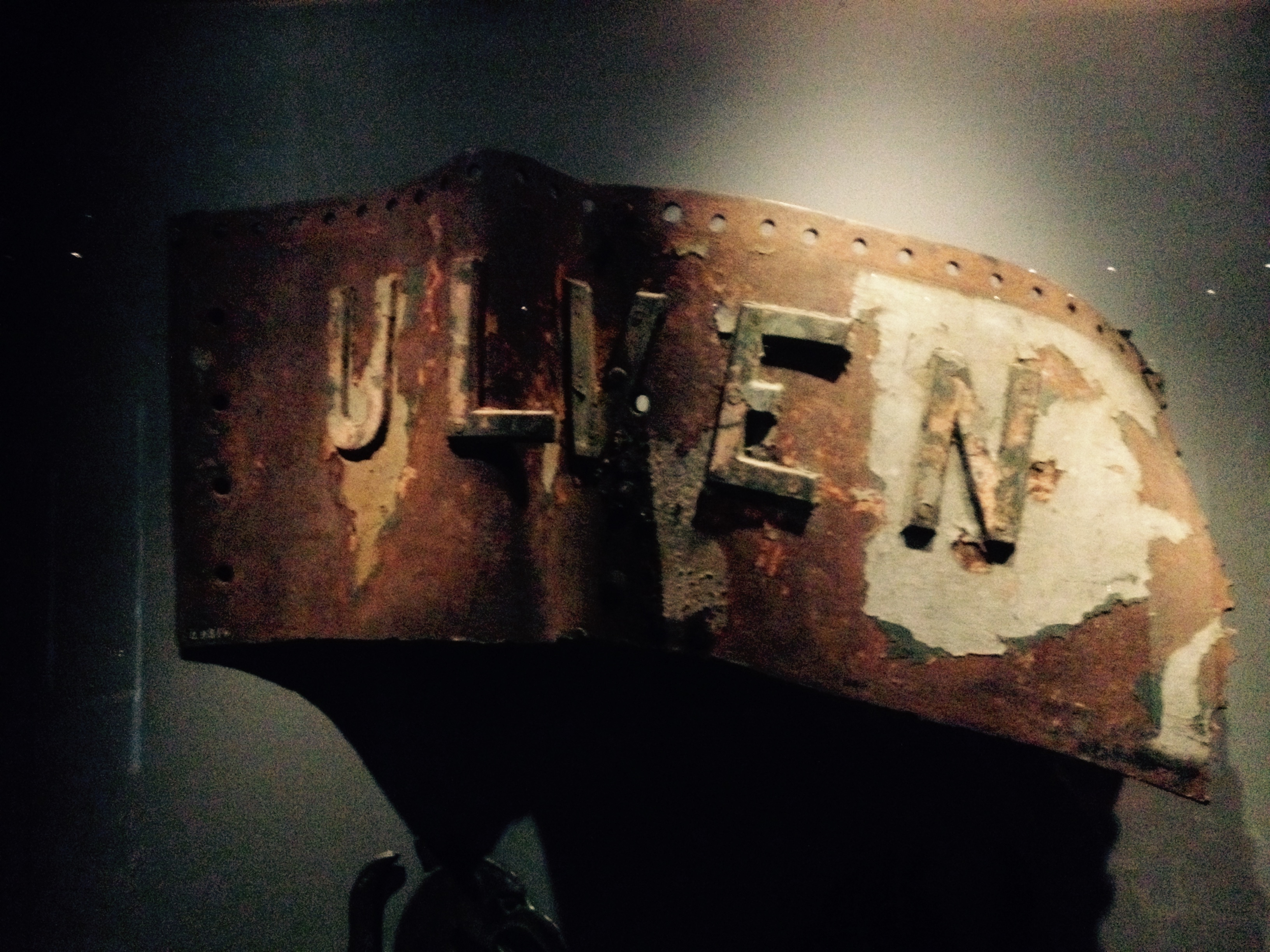
En järnplåt från den i april 1943 sänkta ubåten Ulven på Sjöhistoriska museet.

- Ulven (1552)/Duke Johans Galley (1558-63)
- Ulven (1930)
- Ulvsund (1655)
- Unge Ryttaren (1599)
- Uppland (1749)
- Upsala (1822)
- Urd (1877)
- Urd (1928)

## V

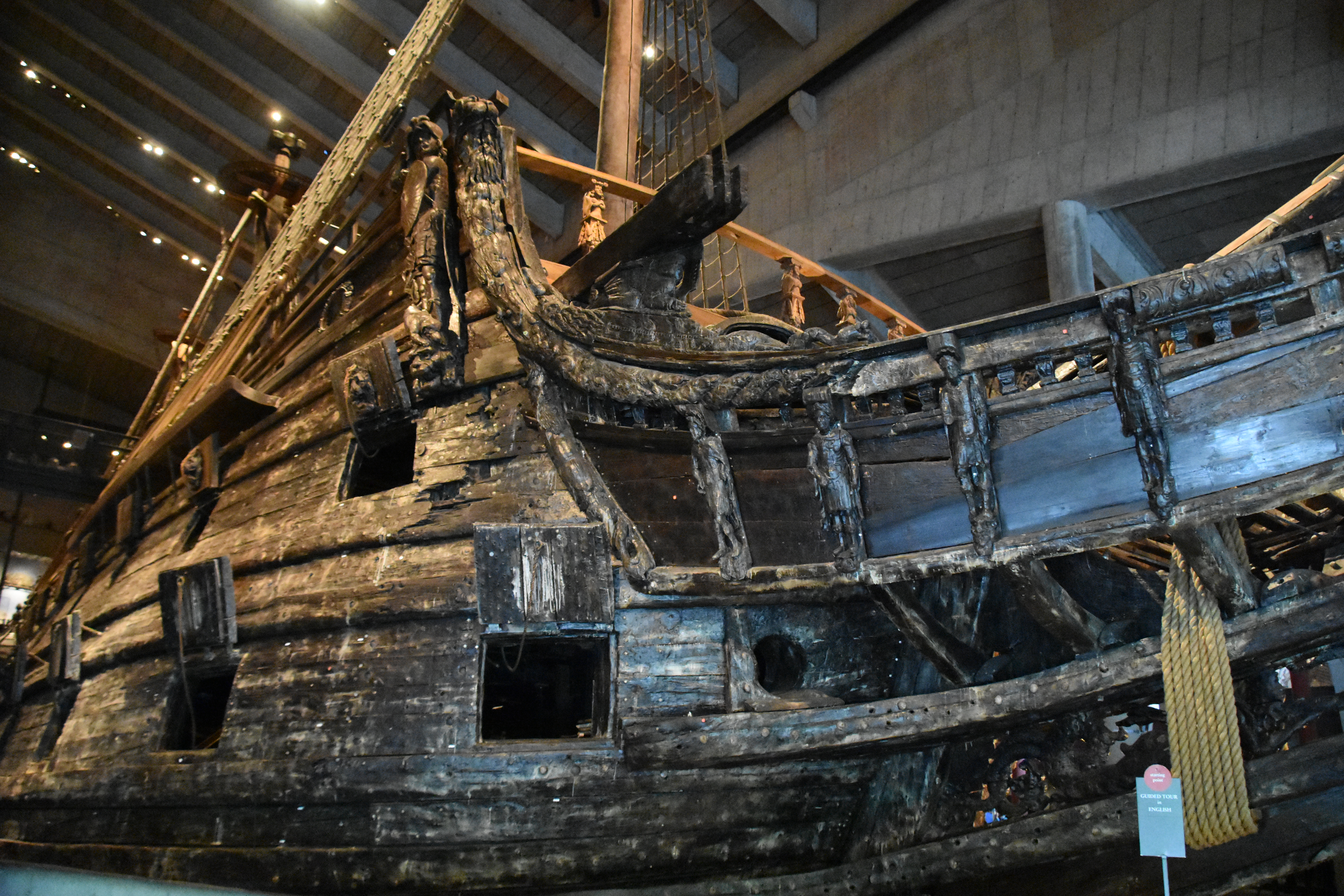
Regalskeppet Vasa som förliste på sin jungfruresa 1628. Foto Richard Mortel 2017.

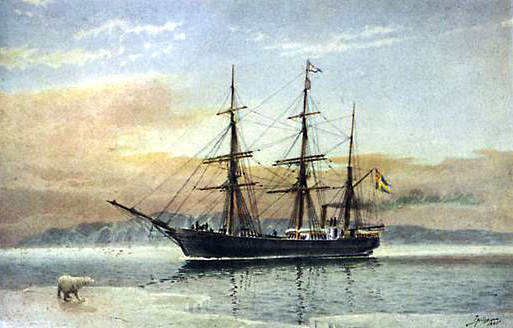
Vega som frusit fast i Berings sund i sitt sökande efter Nordostpassagen.

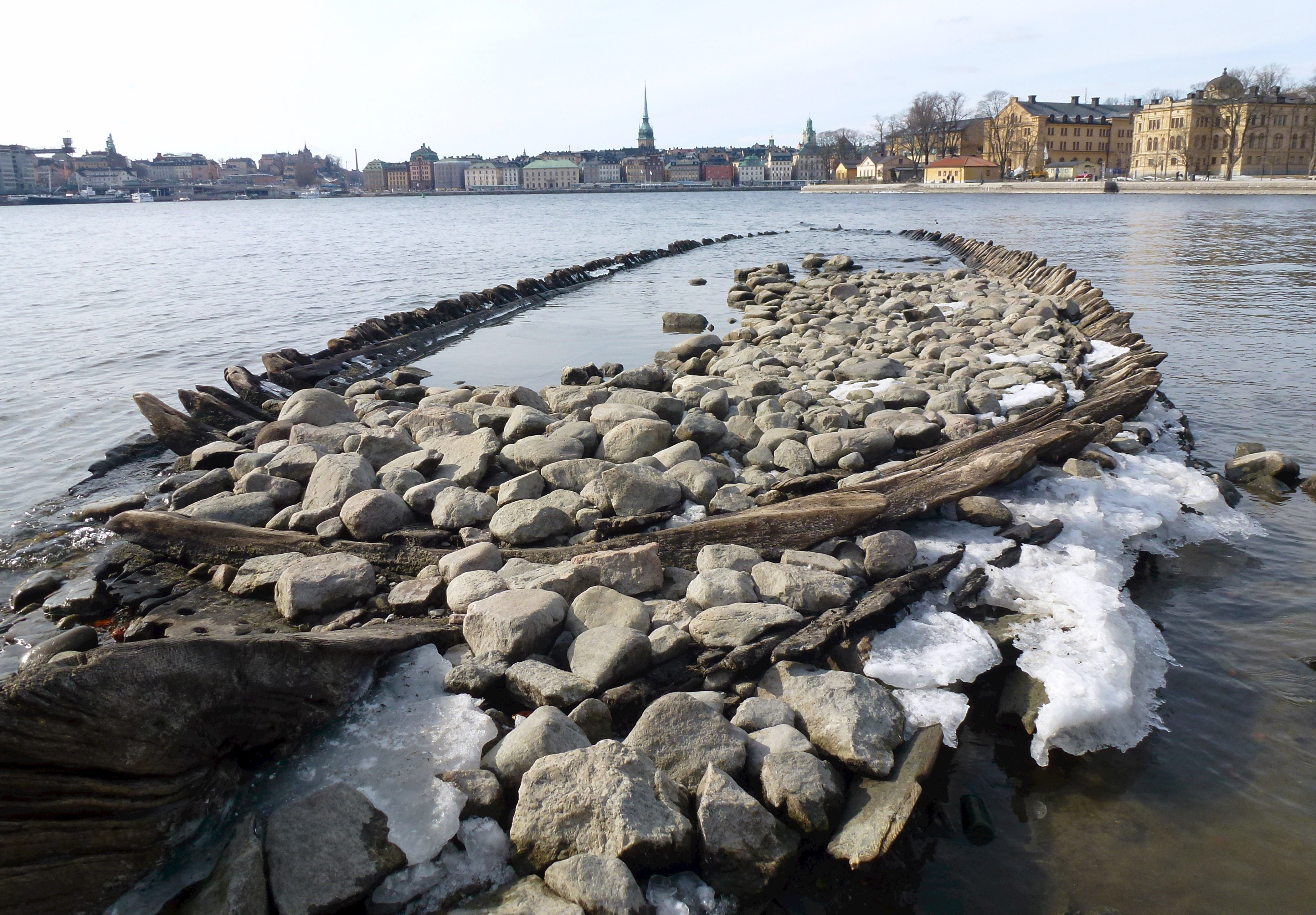
Vraket vid Kastellholmen i Stockholm, foto 2013.

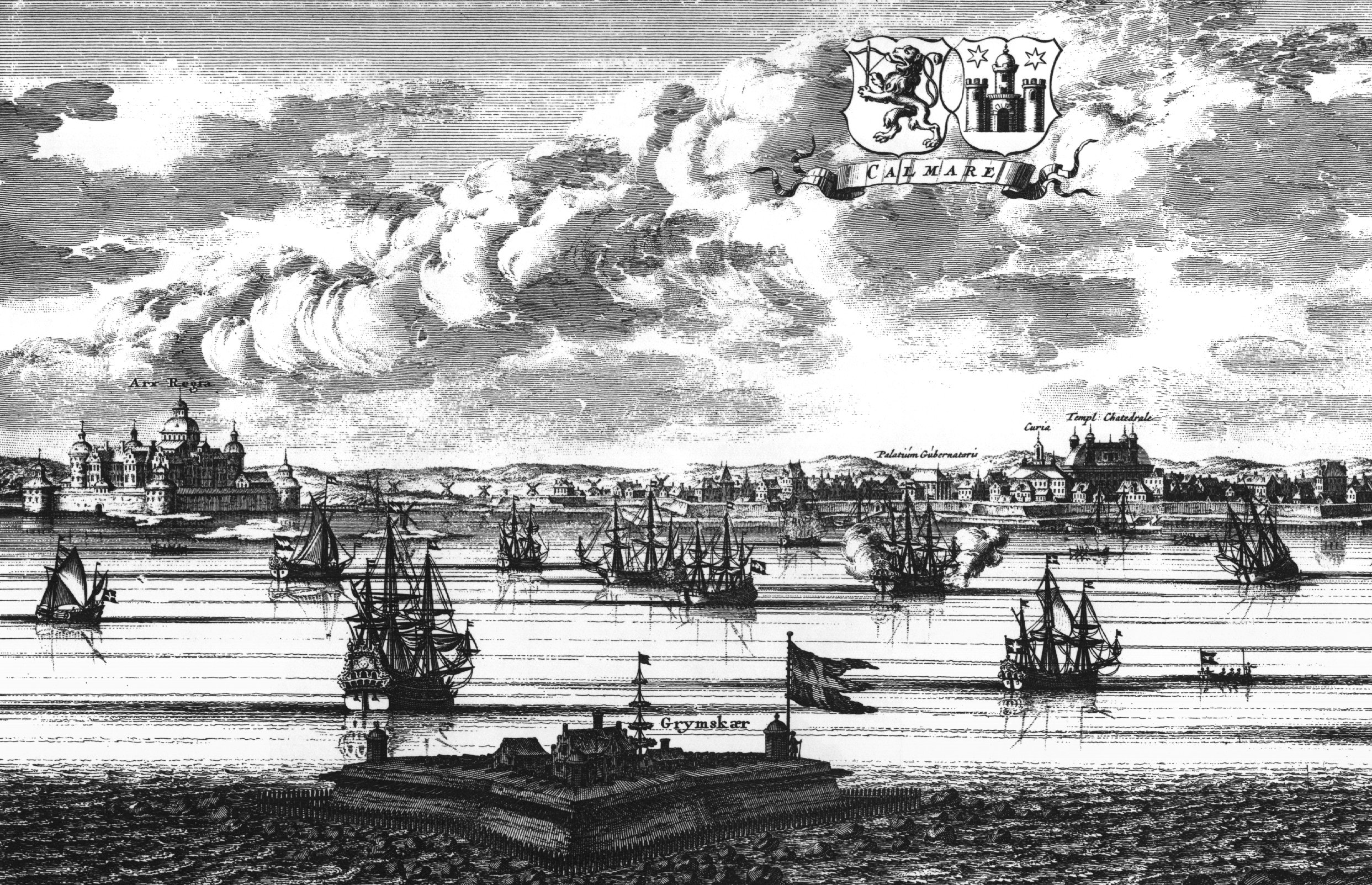
Kalmar slottsfjärd, Suecia antiqua et hodierna.

- Valsgärdebåtarna
- Varbergskoggarna
- Vasa (1627)
- Vasa (1778)
- Vatehönan (1574)
- Vega (1872)
- Vega (1910)
- Venersborg (1914)
- Venus (1623)
- Venus (1667)/Finland (1685)
- Verdande (1878)
- Vesta (1889)
- Vesuvius (1702)
- Viborg (1707)
- Viborgs Barken (1560)
- Viborgs Finske Falken (1562)
- Victoria (1658)
- Victoria (1676)
- Victoria (1690)
- Vidar (23/1909)
- Vikingaskeppet i Härnösand
- Viksbåten (1000-tal)
- Vite Falken (1561)
- Vraken i Galtabäck
- Vraken i Kalmar slottsfjärd
- Vraken vid Blasieholmen
- Vraken vid Vindskärsvarv
- Vraket söder om Alön
- Vraket vid Bastöskären
- Vraket vid Kastellholmen
- Vraket vid Kofoten
- Vraket vid Åkroken
- Vulcan (1873)
- Vänersol (1979)
- Västervik (1626)
- Västervik (1630)

## W

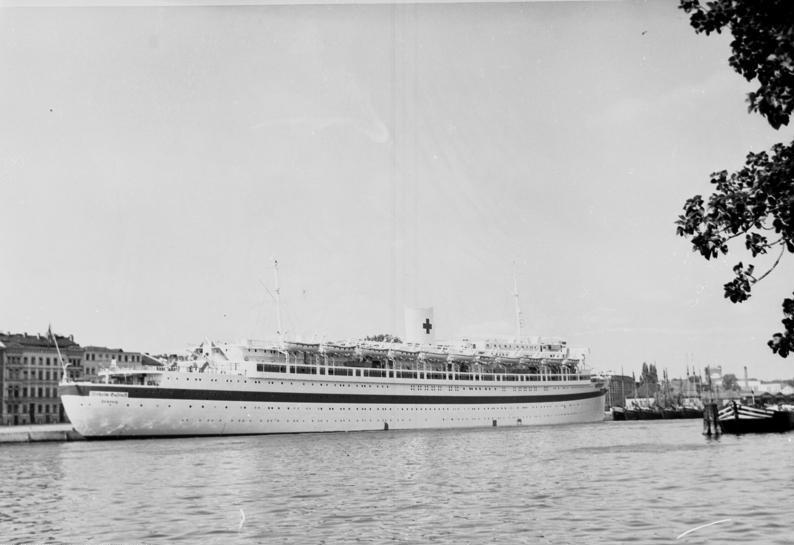
Wilhelm Gustloff som lasarettfartyg 1939.

- War Fundy (1918)
- Weiers Pinke (1604)
- Westfalen (1905)
- Wilhelm Gustloff (1937)
- Wirgio (1930)
- Wismar (1694)
- Wrede (1697)
- Wrede (1706)

## Y
- Ydale (1896)

## Z
- Zemira (1785)

## Å

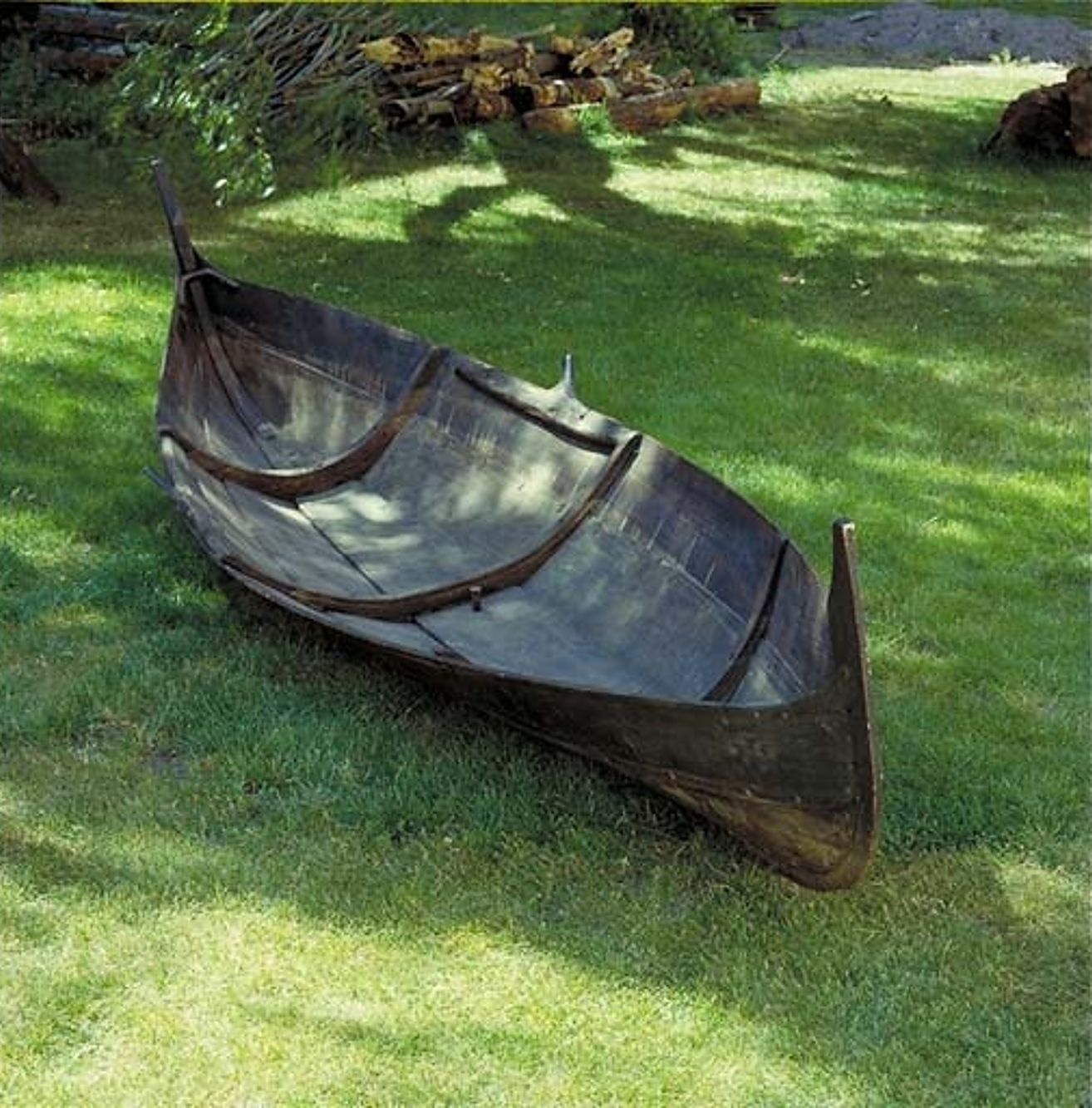
En kopia av den vikingatida Årbybåten.

- Ålands Hjorten (1603/04)
- Ålekråkan (1553/4)
- Årbybåten (850-950)
- Åskedunder (1738)

## Ä

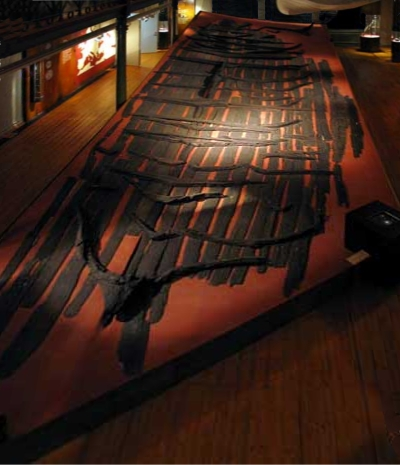
Äskekärrskeppets kvarlevor på Göteborgs stadsmuseum.

Ölands strid vid Orfordness i juli 1704.

- Älvsborg (1700)
- Älvsborgs Barken (1581)
- Älvsborgs Hector (1598)
- Älvsborgs Svanen (1598)
- Älvsnabbenvraket (1754)
- Ängeln (1621)
- Äpplet (1602)
- Äpplet (1622)
- Äpplet (1629)
- Äpplet (1661)
- Äran (1784)
- Äran (1901)
- Äskekärrskeppet

## Ö
- Öland (1681)
- Öland (1705)
- Ömheten (1783)
- Örlogsfartyget vid Kastellholmen
- Örnen (1564)
- Östergöthland (1838)